# Khorasan (província del Califat)
Khorasan o Khurasan fou una província del califat omeia sobre la qual exerciren el poder efectiu del segle vii al principi del segle x. El nom de regió del Khorasan (vegeu Gran Khorasan) apareix al segle vii i els àrabs el donaven a totes les terres a l'est del Jibal iranià. No estava definida i podia arribar de fet fins a l'Indus i el Sind. Moisès de Khorèn, l'historiador armeni, situa Khorasan entre Gurgan i Kumis a l'oest, i Badakhxan i Tukharistan a l'Oxus i Bamiyan a l'Hindu Kush a l'est.

## Història
Durant el període sassànida aquesta regió del nord-est de l'Iran formava una de les quatre grans satrapies provincials governades per un ispahbadh amb seu a Merv. Els districtes que formaven la satrapia eren: Nixapur, Herat, Merv, Merv al-Rudh, Faryab, Talakan, Balkh, Bukharà, Badghis, Abiward, Gardjistan, Tus, Sarakhs i Gurgan. Segurament altres dinastia més enllà foren en algun moment vassalles dels sassànides. Amb el temps només una part del Khurasan va restar sota el seu poder i al final de l'imperi el territori s'havia dividit entre sassànides i heftalites. Els governadors locals i les dinasties tributàries van esdevenir independents de fet quan l'Imperi Sassànida es va enfonsar davant els àrabs. A l'est del Khorasan hi havia la confederació heftalita, enemiga dels perses, centrada a Badghis i Tukharistan. Al-Baladuri diu que Badghis, Herat i Pushang estaven sota el govern d'un potentat local anomenat l'Azim (el Poderós) que era ben segur un heftalita. Els àrabs van heretar la rivalitat amb els hefatlites.
El darrer rei sassànida Isdigerdes III (633-649) va decidir resistir a Merv però fou traït pel governador (marzban = marquès) Mahuya i va acabar assassinat el 651. Però ja abans els àrabs havien entrat al Khurasan persa. La primera vegada fou en el califat d'Úmar ibn al-Khattab (634-644) quan tropes que van sortir de Bàssora manades per Anaf ibn Kays van arribar fins a Tabasayn. Sota el califa Uthman ibn Affan (644-656) hi va haver una expedició dirigida per Umayr ibn Uthman (646/647), i després el governador de Bàssora, Abd Allah ibn Amir ibn Kurayz (649-655), va enviar una altra expedició manada per Abu Musa Abdallah ibn Kays al-Asheri. Dues expedicions més foren enviades posteriorment, una des de Kufa dirigida per Said ibn al-As que va arribar per la ruta del nord entre les muntanyes Alburz i els deserts centrals, i una altra des de Bàssora manada per Abdallah ibn Amr al-Hadrami que portava com a lloctinent a al-Ahnaf ibn Kays, que va arribar per Kirman i Tabasayn, itinerari preferit per ser més fàcil i segur; el segon fou el que va progressar més i el 651 va dominar Nixapur i va rebre la submissió dels caps locals i dels antics governadors sassànides de les altres ciutats de la regió. El 652 al-Ahnaf ibn Kays va entrar a Merv al-Rudh, la darrera fortalesa en mans dels sassànides, que va oferir resistència però tot i així el marzban local Badhan va ser confirmat en les seves funcions i possessions pagant un tribut moderat.
Alguns senyors locals es revoltaren en els següents anys cridant en ajut als heftalites, als Turcs Occidentals, als sogdians i fins i tot als xinesos; a la cort xinesa s'havia refugiat el pretendent sassànida i els emperadors a més exercien una mena de protectorat a l'Àsia central. La guerra civil entre Alí ibn Abi-Tàlib i Muàwiya I (656-661) va debilitar el control àrab de la regió que depenia del govern de Bàssora. El 661 Muàwiya I va nomenar governador de Bàssora i l'Orient (fins a 664) a Abdallah ibn Amr al-Hadrami que de fet exercia per segona vegada el càrrec però aquesta vegada no va anar al Khorasan on va enviar un subgovernador. També estaven dins el seu govern el Sistan i Zabulistan on va enviar al general Abd al-Rahman ibn Samura on es va arribar a Kabul i fou conquerida Balkh que s'havia revoltat, i on fou destruït el gran temple budista de Nawbahar.
El 665 el govern de Bàssora i Orient va passar a Ziyad ibn Abih. En aquest "Orient" s'incloïa el Khorasan i Sistan, i províncies més llunyanes com Transoxiana, Fergana, Zabulistan, Makran i Sind. Eren les tropes de Bàssora i en especial de la tribu de kays, Banu Tamim i Bakr, les que portaven el pes de la lluita. Fins al govern d'Abu Said al-Muhallab ibn Abu Sufra (697-701) que era iemenita, no hi van participar tropes dels Azd del Iemen que es van establir al Khorasan. Els governadors de Bàssora havien d'estar a l'Iraq que era una província turbulenta, i a Khurasan, i molt sovint també a Sistan, s'hi enviaven subgovernadors. Ziyad va ordenar la submissió de les poblacions locals i heftalites del Tukharistan, i ho va aconseguir al-Rabi ibn Ziyad (671-673) i el seu fill Obeidallah ibn al-Rabi (que va operar a Balkh i fins a l'Amudarià), però l'amenaça dels heftalites no fou desactivada fins que el governador Qutayba ibn Múslim al-Bahilí (705-715) va capturar (710) al cap nacional heftalita príncep Tarkhan Nizak i va agafar com a ostatge al yabghu turc de Tukharistan. Els àrabs llavors tenien el centre militar a Merv; però davant de l'amenaça dels Turcs Occidentals i els sogdians estaven massa dividits en tribus i clans (la clàssica divisió entre qaisites i iemenites). Al segle viii la província ja té personalitat pròpia i no depenia de Bàssora.
Els últims decennis omeies van veure sovint conflictes tribals i revoltes. El 734 va esclatar la gran revolta d'al-Harith ibn Suraydj; en aquest moment un historiador diu que hi havia a la regió quaranta mil musulmans. El darrer governador omeia fou Nasr ibn Sayyar al-Kinani (738-748) va haver d'enfrontar al final l'aixecament de la dawa abbàssida (abans hashimiyya) centrada a Merv, sota la direcció d'Abu-Múslim (que va agafar la direcció del moviment el 746). Abu-Múslim fou governador de Khurasan del 748 al 755, però legalment un rebel fins a la proclamació dels abbàssides el 750. Molts khurasanians van emigrar a l'oest per entrar al servei de la nova dinastia abbàssida. Abu-Jàfar Abd-Al·lah (després califa al-Mamun) va governar la provincial del 806 al 813 i amb el seu suport va poder accedir al poder a tot el califat contra el seu germà al-Amin.
La dinastia dels Tahírides del Khorasan va exercir el poder sempre lleialment al califat del 821 al 873/876. Eren mawalis perses que s'havien arabitzat; un membre de la família havia estat secretari del daï abbàssida al Khorasan Sulayman ibn Kathir al-Khuzaí. El general Tàhir Dhu-l-Yaminayn, que va servir molt bé a al-Mamun, va rebre el 821 el govern del Khorasan i de l'Orient. La seva nissaga va defensar l'ortodòxia sunnita. Foren enderrocats per l'aventurer Yaqub ibn al-Layth as-Saffar que va ocupar Nixapur en 873 i encara que un tahírida va tornar breument a Nixapur el 876 la dinastia es va acabar. Abu-Xujà Àhmad ibn Abd-Al·lah (875-882) i Rafi ibn Hàrthama (882-896) van tenir el control de part de la província però els safàrides dominaven Merv, des del 879 sota Abu Hafs Amr I ibn al-Layth, germà de Yaqub (879-900). Els safàrides reclamaven la successió dels tahírides del Khorasan a Transoxiana, i el 898 la pressió safàrida sobre el califa abbàssida va fer que aquest dictés un decret pel qual Ismaïl ibn Àhmad era destituït del govern de Transoxiana i li era concedit a Amr ibn al-Layth que governava Khurasan, però Ismaïl s'hi rebel·là fins que el 900 Amr fou derrotat i fet presoner a la batalla de Balkh. Encara que nominalment Ismaïl era un rebel, el califa va estar de fet satisfet de desfer-se d'Amr. Des del 900 els samànides van governar a Khurasan i Transoxiana.
L'emirat es va desintegrar fruit dels atacs turcs al nord, de les revoltes dels generals i finalment dels atacs turcs del sud. El febrer del 999 va pujar al tron Abd-al-Màlik II ibn Nuh, que fou derrotat pel gaznèvida Mahmud (els gaznèvides eren antics governadors i després vassalls dels samànides) a Merw, obligant-lo a renunciar definitivament al Khorasan (16 de maig del 999). A la tardor la Transoxiana fou envaïda pels karakhànides dirigits per Arslan Ilek Nasr, rei d'Uzkend a Fergana, que va fer la seva entrada a Bukharà el 23 d'octubre del 999 i va fer presoner a Abd al-Malik. La Transoxiana fou annexionada. Abu Ibrahim Ismail II ben Nuh al Muntasir va resistir en part del país i va intentar recuperar el control, però va ser finalment derrotat el 1105.
Amb la conquesta gaznèvida el poder del califat a Khorasan, tot i que era nominal, desapareix.

## Governadors musulmans del Khorasan sota el Califat
- Anaf ibn Qays 644
- Vacant 644-646
- Umayr ibn Uthman 646-647
- Abu-Mussa Abd-Al·lah ibn Qays al-Aixarí 650-651
- Abd-Al·lah ibn Àmir al-Hadramí 651-655
- Hulayd ibn Qays 656-657
- Hulayd ibn Qurra al-Yarbuí 657-658
- Úmar ibn al-Hàyṯham as-Sulamí 658-661
- Abd-Al·lah ibn Hàdhim o Abd-Al·lah ibn Kàdhim as-Sulamí 661-662
- Qays ibn al-Hàytham as-Sulamí 662-664
- Abd-Al·lah ibn Hàdhim o Abd-Al·lah ibn Kàdhim as-Sulamí 664
- Al-Hàrith ibn Abd-Al·lah 664-665
- Abd-Al·lah ibn Hàdhim o Abd-Al·lah ibn Kàdhim as-Sulamí 665
- Al-Hàkam ibn Amr al-Ghifarí 665-670
- Ziyad ibn Abi-hi 670-671
- Anas ibn Abi-Anas 671
- Rabi ibn Ziyad 671-673
- Hulayd ibn Abd-Al·lah 673-674
- Ubayd-Al·lah ibn Ziyad 674-676
- Saïd ibn Uthman ibn Affan 676-680
- Salm ibn Ziyad 680-683
- Abd-Al·lah ibn Hàdhim o Abd-Al·lah ibn Kàdhim as-Sulamí 683-692
- Aws ibn Thàlaba 683-684 (rebel)
- Bukayr ibn Wixah 692-696
- Umayya ibn Abd-Al·lah 696-697
- Abi-Saïd al-Muhàl·lab ibn Abi-Sufra 697-701
- Yazid ibn al-Muhàl·lab 701-704
- Al-Mufàddhal ibn Yazid 704-705
- Qutayba ibn Múslim al-Bahilí 705-715
- Waqi ibn Abi-s-Sud at-Tamimí 715-716
- Yazid ibn al-Muhàl·lab (segona vegada) 716-717
- Abu-Uqba al-Jarrah ibn Abd-Al·lah al-Hakamí 717-718
- Abd-ar-Rahman ibn Nuaym 718-719
- Saïd ibn Amr al-Haraixí 719-720
- Màslama ibn Abd-al-Màlik 720-721 (de l'Iraq)
- Úmar ibn Hubayra 721-724 (de l'Iraq)
  - Saïd ibn Amr al-Haraixí 721-722
  - Múslim ibn Saïd ibn Àslam ibn Zura 722-724
- Khàlid ibn Abd-Al·lah al-Qasrí 724 (de l'Iraq 724-738)
- Àssad ibn Abd-Al·lah al-Qasrí 724-727
- Khàlid ibn Abd-Al·lah al-Qasrí 727
- Àixras ibn Abd-Al·lah as-Sulamí 727-730
- al-Junayd ibn Abd-ar-Rahman al-Murrí 730-734
- Al-Hàrith ibn Surayj al-Harijí 734-746 (rebel)
- Àssim ibn Abd-Al·lah al-Hilalí 734-735
- Àssad ibn Abd-Al·lah al-Qasrí (segona vegada) 735-738
- Nasr ibn Sayyar al-Kinaní 738-748
- Abu-Múslim Abd-ar-Rahman 748-755
- Abu-Daüd Khàlid ibn Ibrahim al-Bakrí 755-757
- Abd-al-Jabbar ibn Abd-ar-Rahman al-Azdí 757-758
- Abu-Abd-Al·lah Muhàmmad (califa al-Mahdi 775-85) 758-768
- Humayd ibn Qutayba at-Taí 768-776
- Hàixim ibn Hàkim (Mukanna) 768-783 (rebel)
- Abd-Al·lah ibn Humayd al-Qàhtaba 776 (interí, fill d'Humayd ibn Qutayba)
- Abu-Awn Abd-al-Màlik ibn Yazid 776-777
- Muad ibn Múslim 777-779
- al-Mussàyyib ibn Zuhayr ad-Dabí 779-783
- Abu-l-Abbàs al-Fadhl ibn Sulayman 783-784
- Desconegut 784-787
- Jàfar ibn Muhàmmad 787-789
- Al-Abbàs ibn Jàfar 789-790
- Khàalid al-Jatrif ibn Àssab 790-791
- Sulayman ibn ar-Raixí 791-792
- Hamza ibn Màlik al-Huzaí 792-793
- Al-Fadl ibn Yahya 793-795
- Al-Mansur ibn Yazid 795-796
- Alí ibn Issa ibn Màhan 796-808
- Hàrthama ibn al-Ayan 808-809
- Abu-l-Abbàs Abd-Al·lah al-Mamun (809-818).
- Ghassan ibn Abbad 818-820
- Tàhir Abu-t-Tàyyib Dhu-l-Yaminayn 821-822
- Talha ibn Tàhir 822-828
- Abd-Al·lah Abu-l-Abbàs Tàhir 828-845
- Tàhir ibn Abd-Al·lah 845-862
- Muhàmmad ibn Tàhir (862-873)
- Abu-Yússuf Yaqub ibn al-Layth as-Saffar 873-879
- Abu-Xujà Àhmad ibn Abd-Al·lah (a Nixapur) 875-882
- Al-Hussayn at-Tahirí (a Nixapur) 876
- Abu-Hafs Amr I ibn al-Layth 879-900
- Rafi ibn Hàrthama (a Nixapur) 882-896
- Als samànides 900

## Atlas de mapes històrics

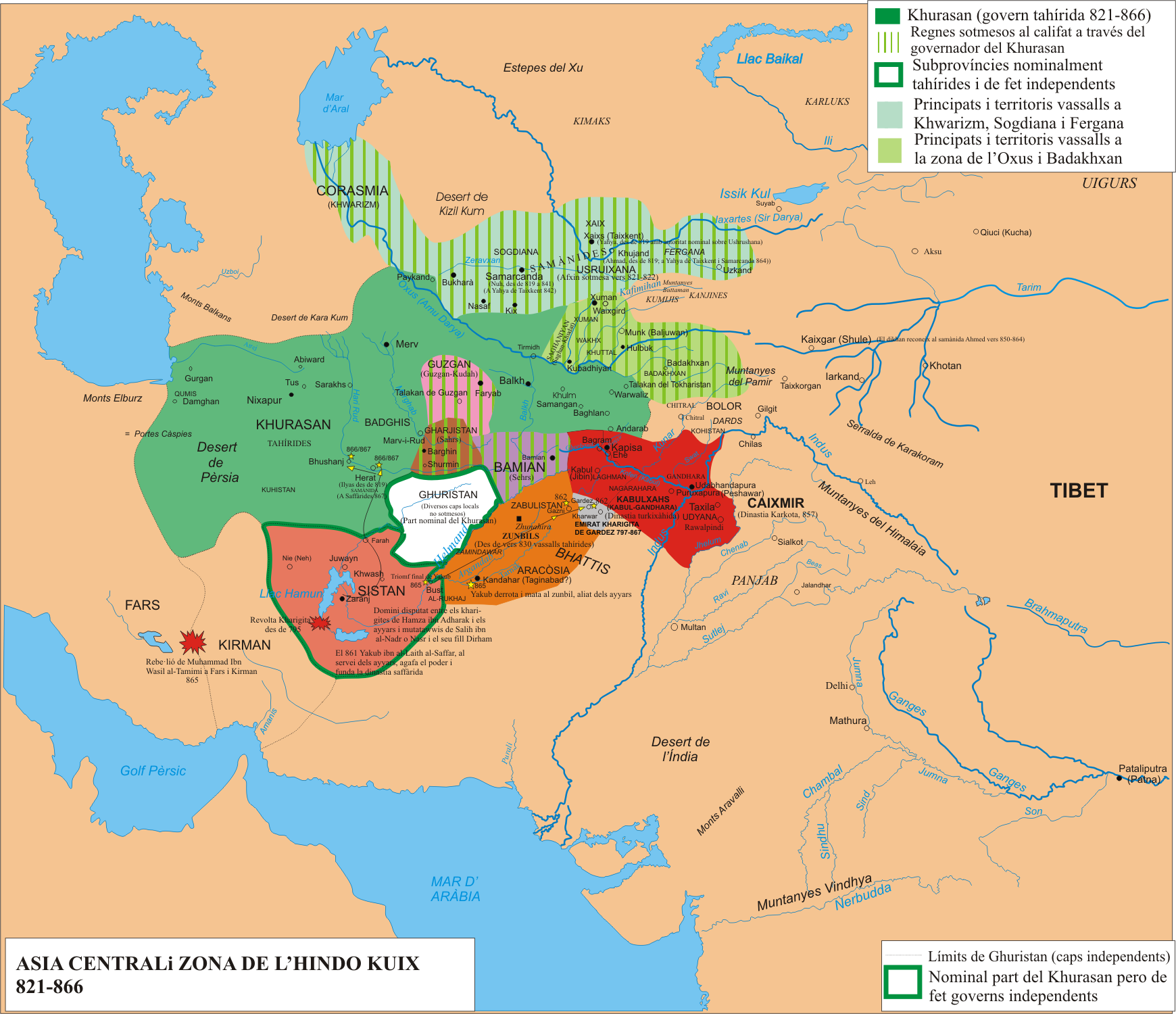
821 a 866
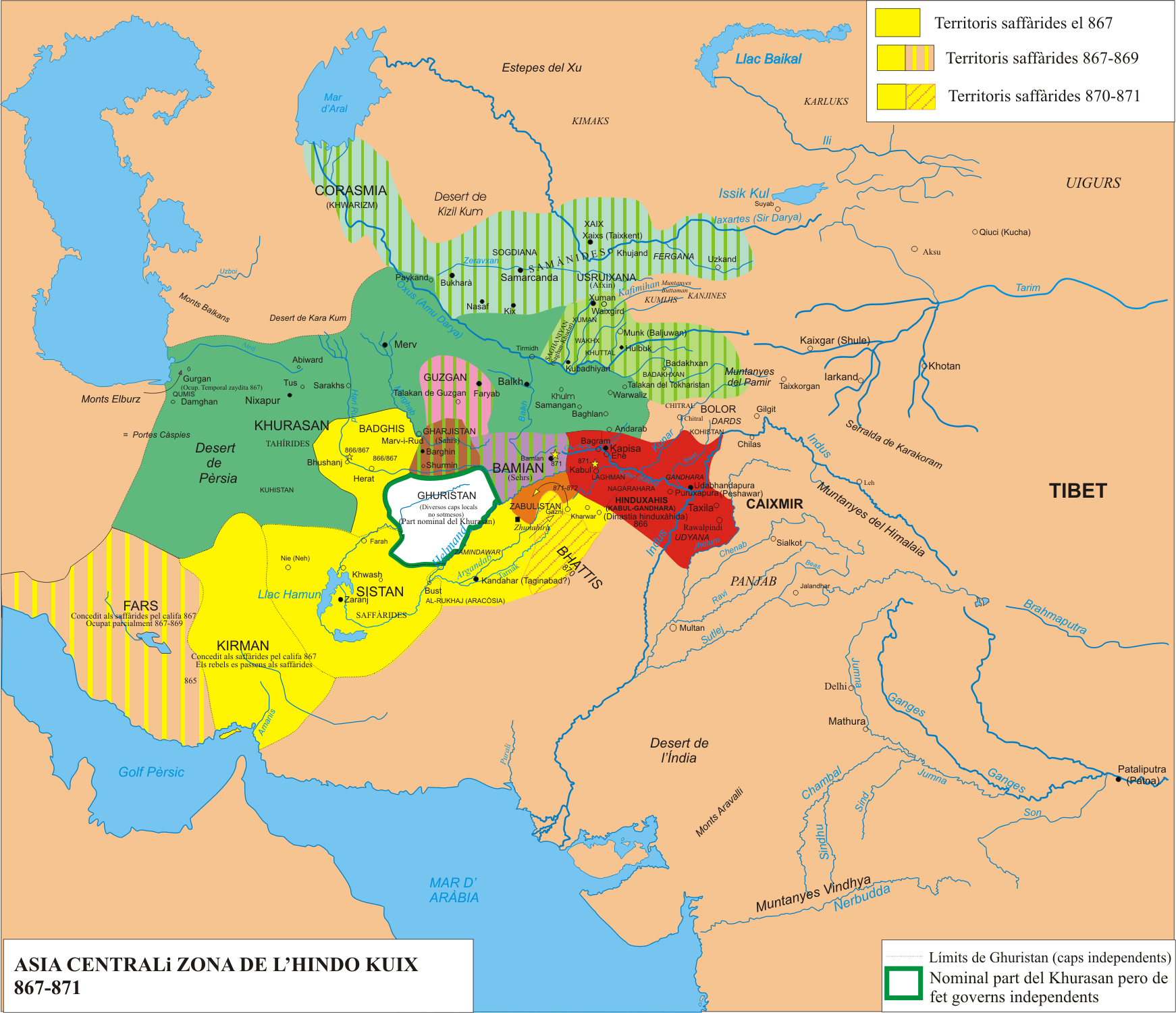
867 a 871
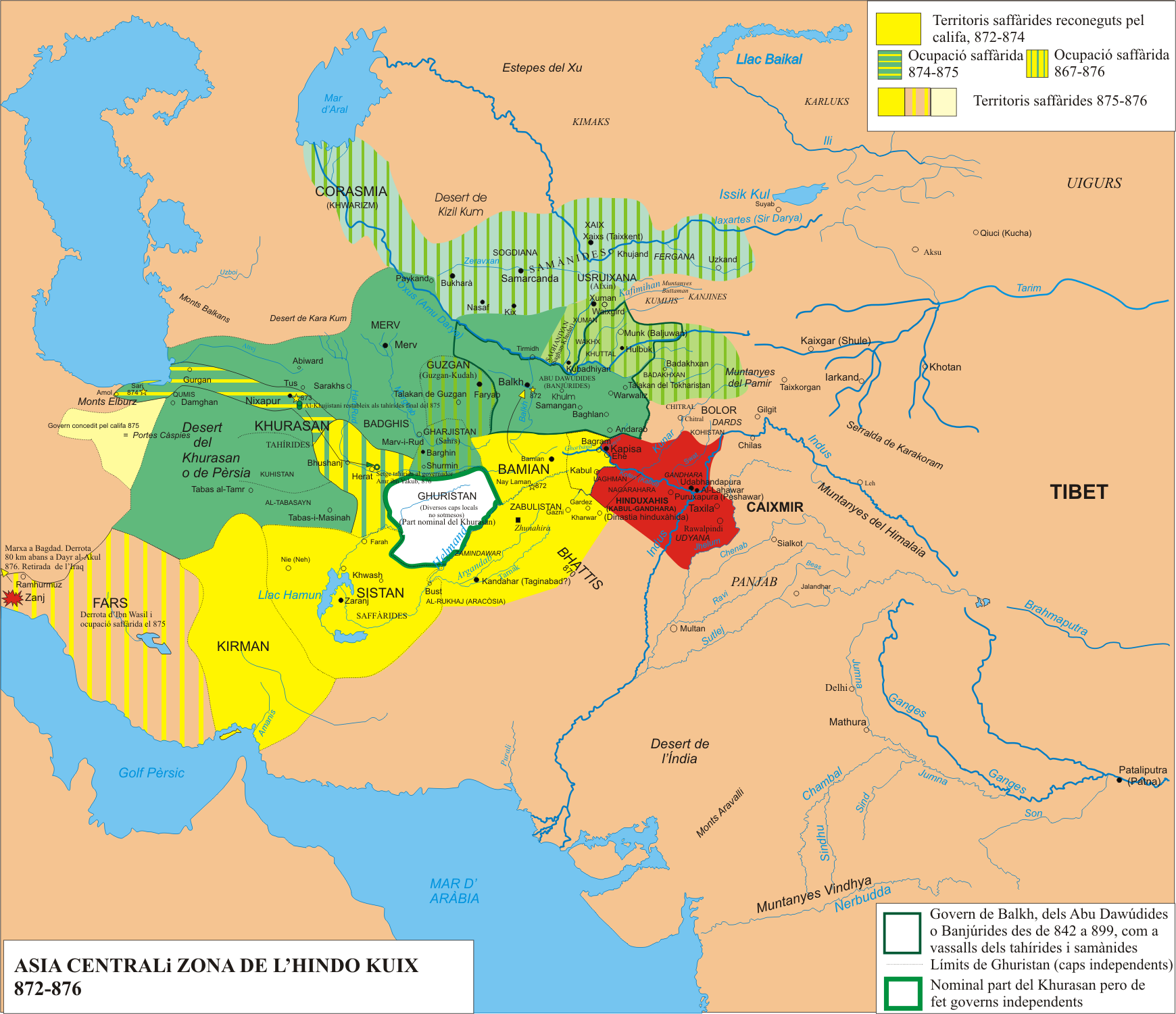
872 a 876
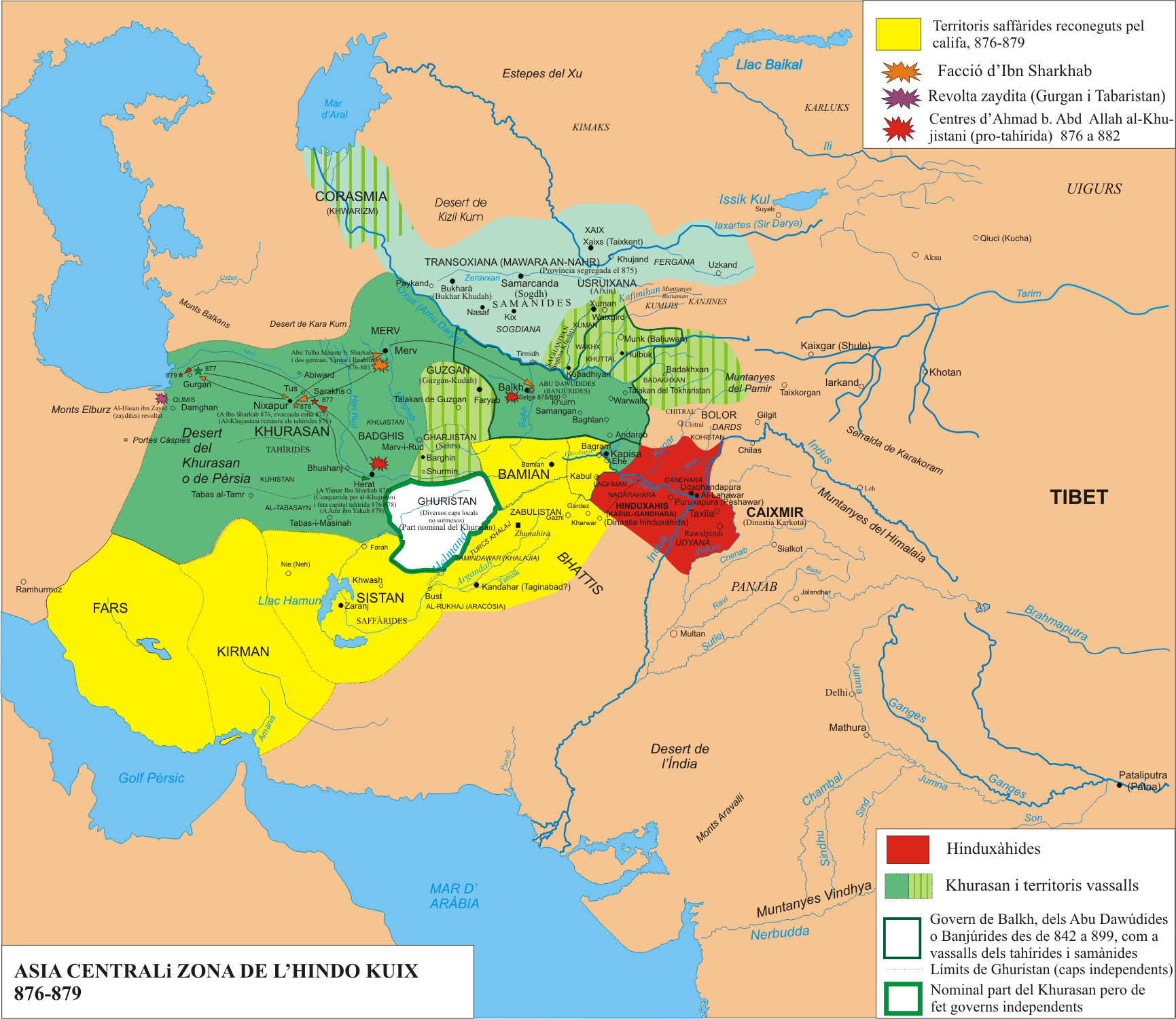
876 a 879
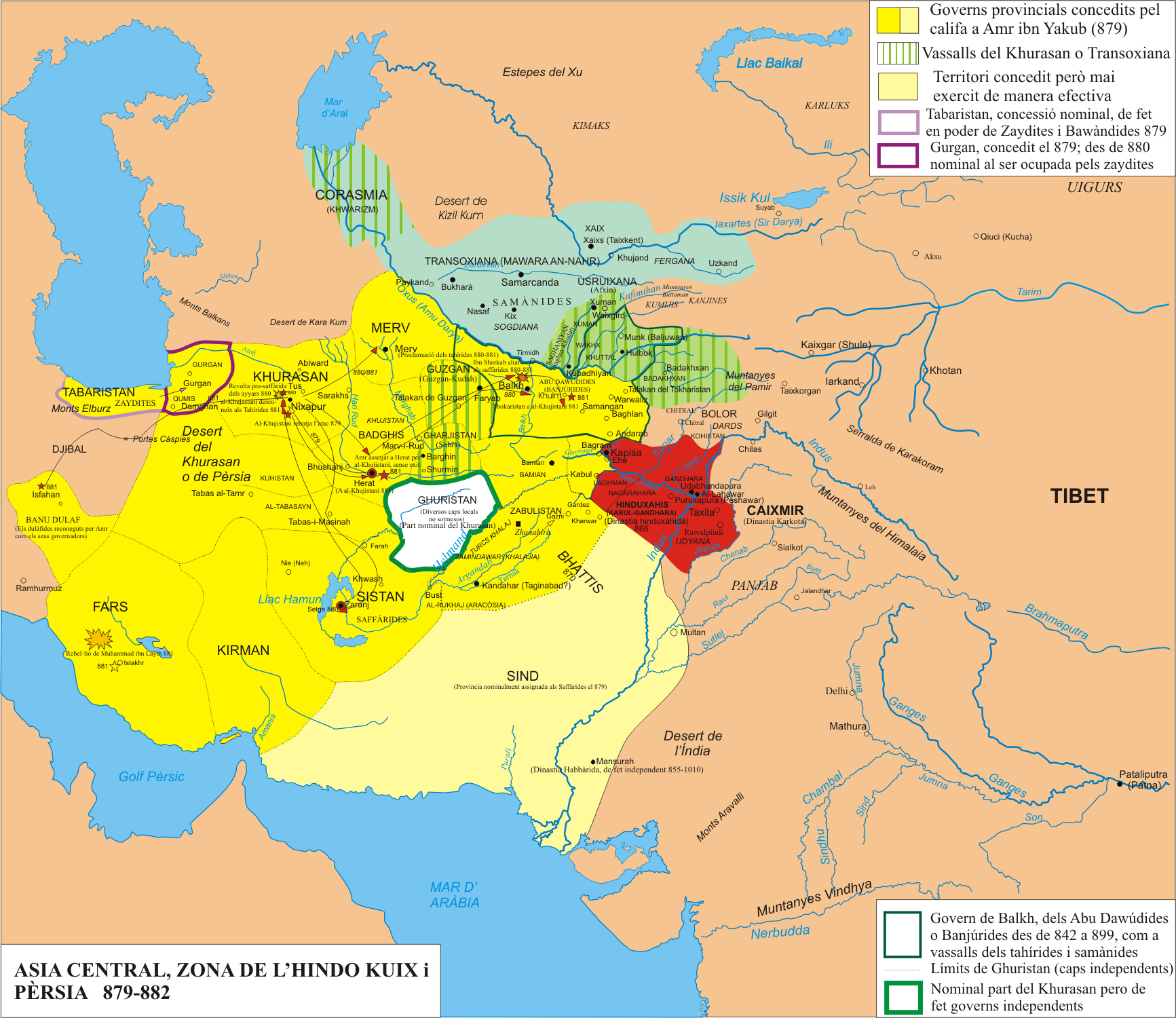
879 a 882
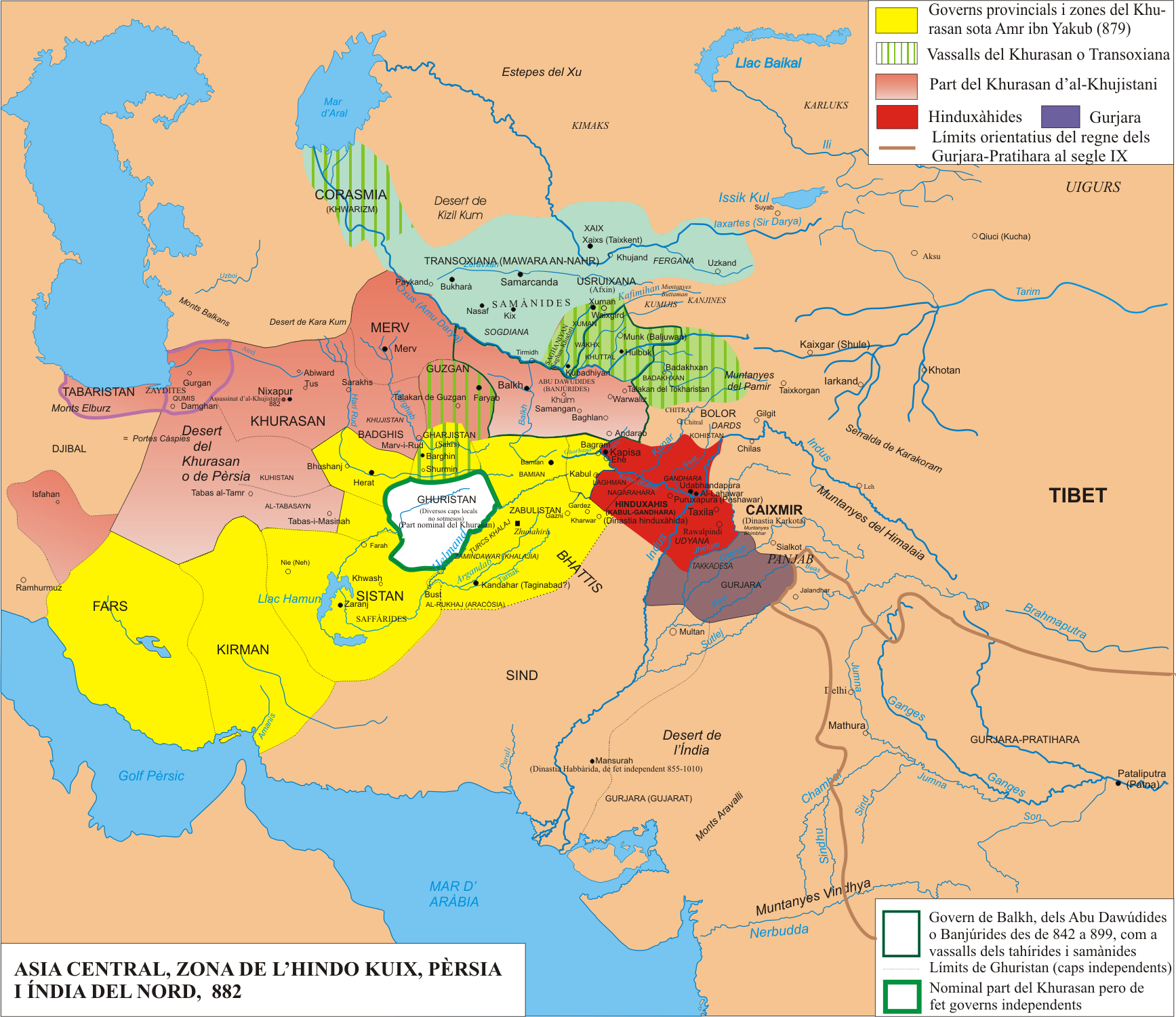
882
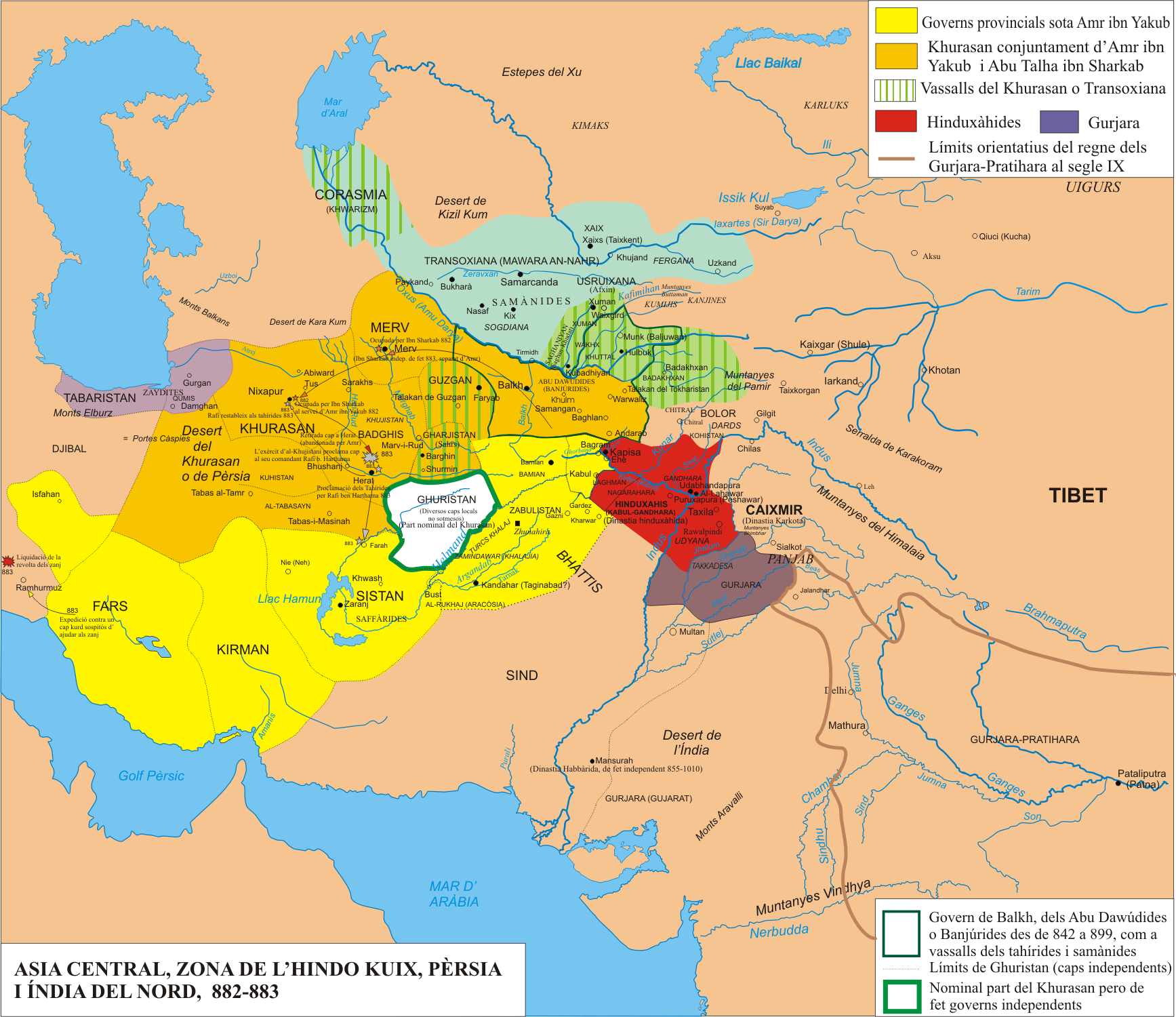
882-883
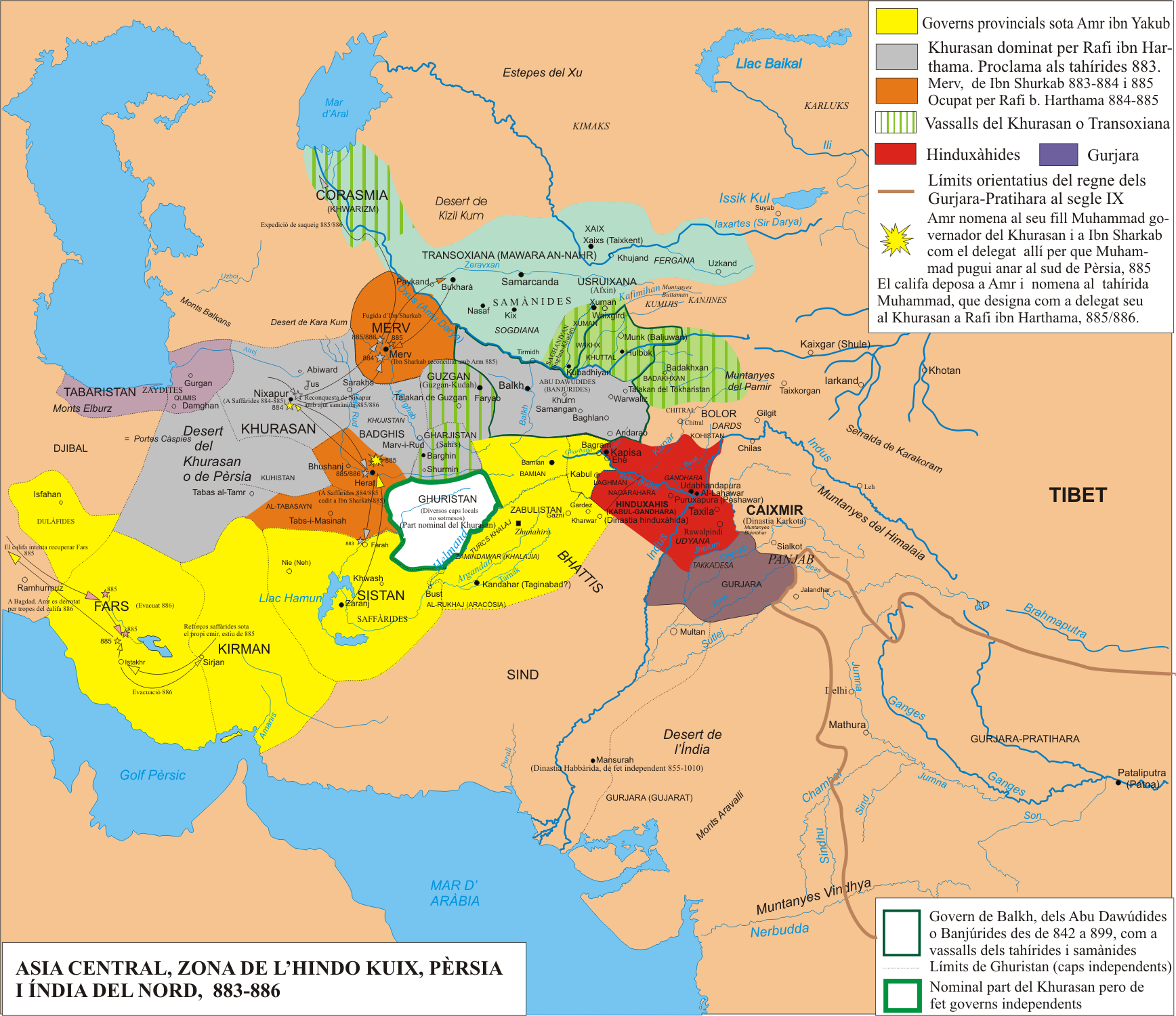
883-886
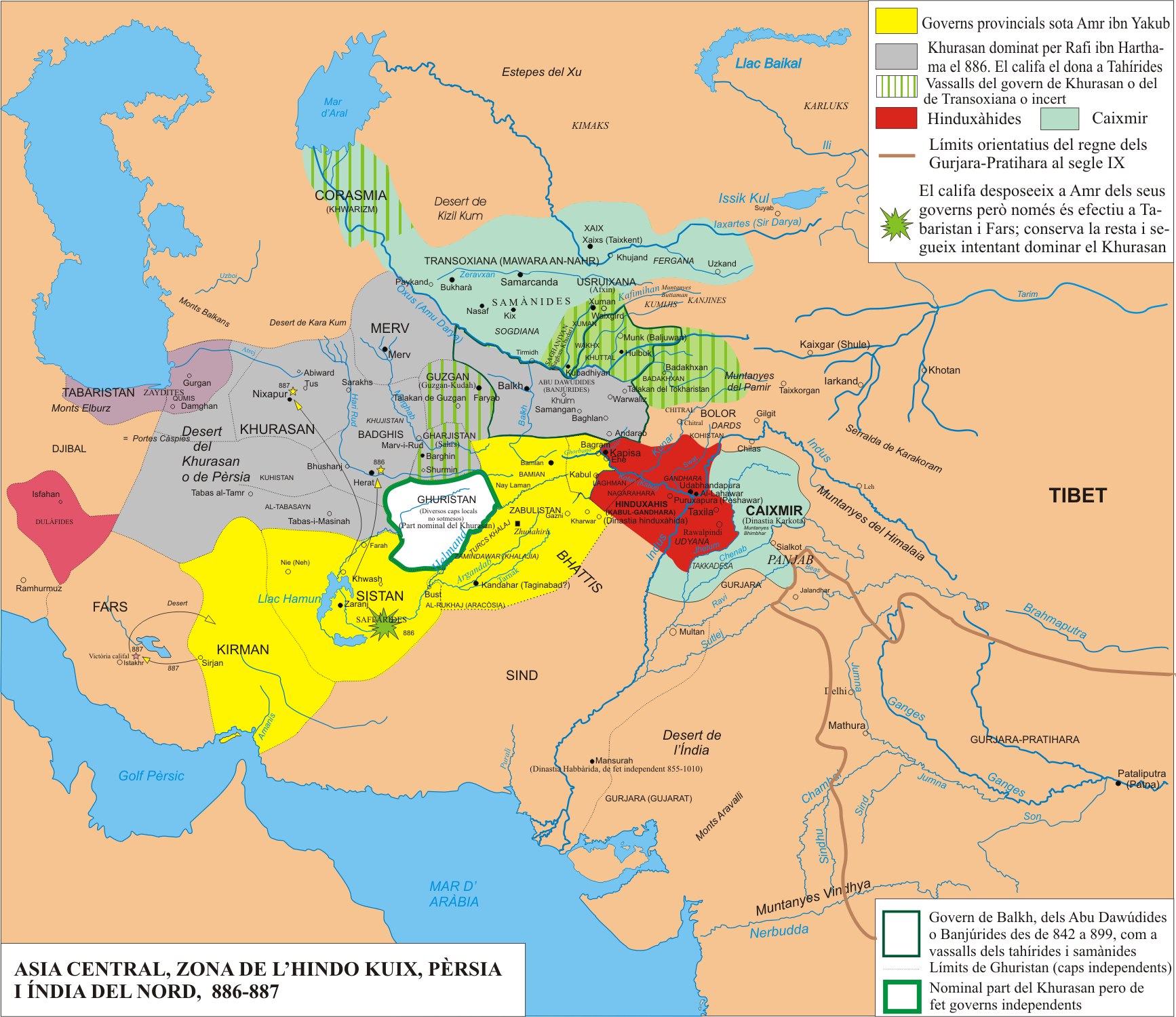
886-887
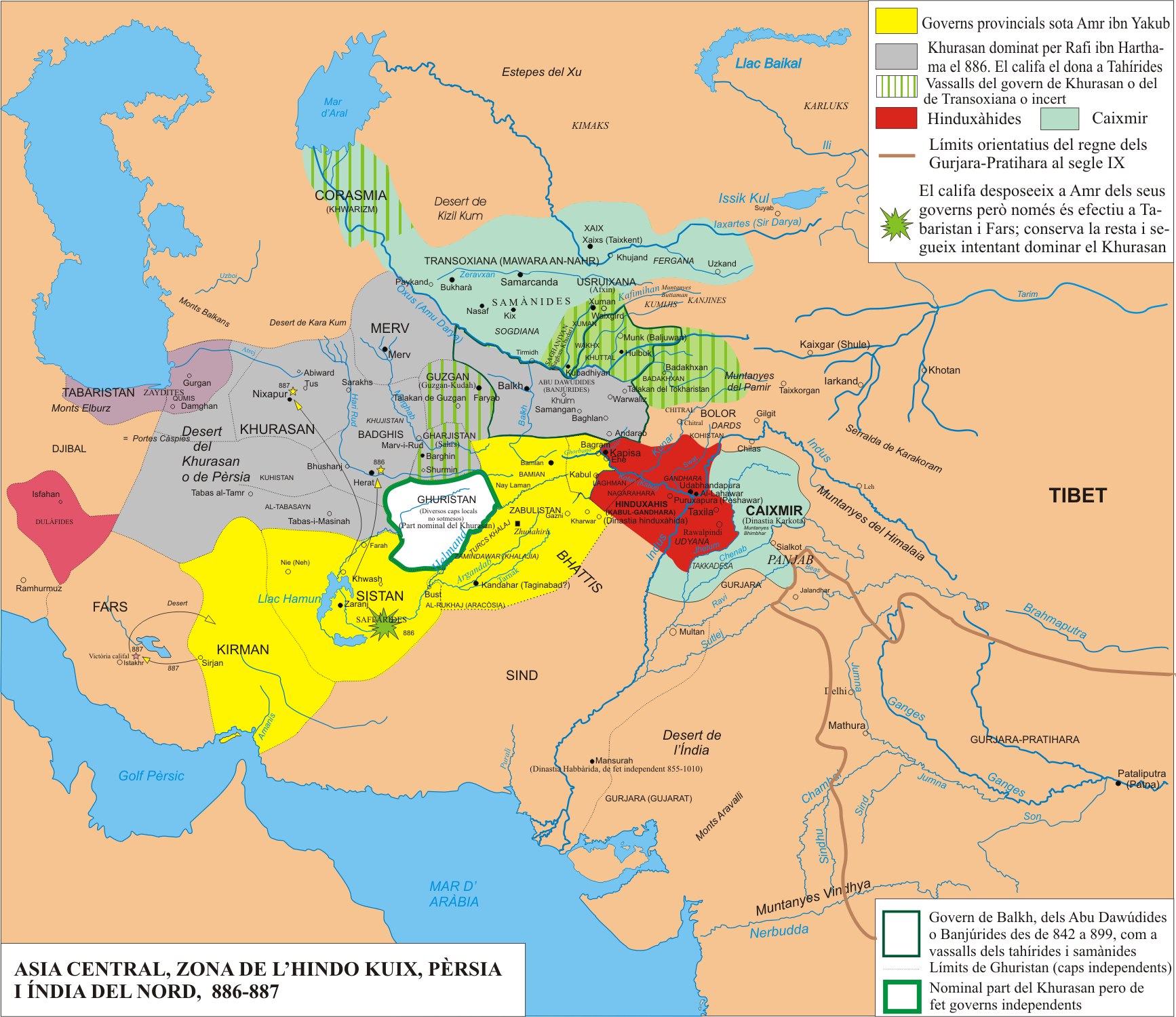
886-887
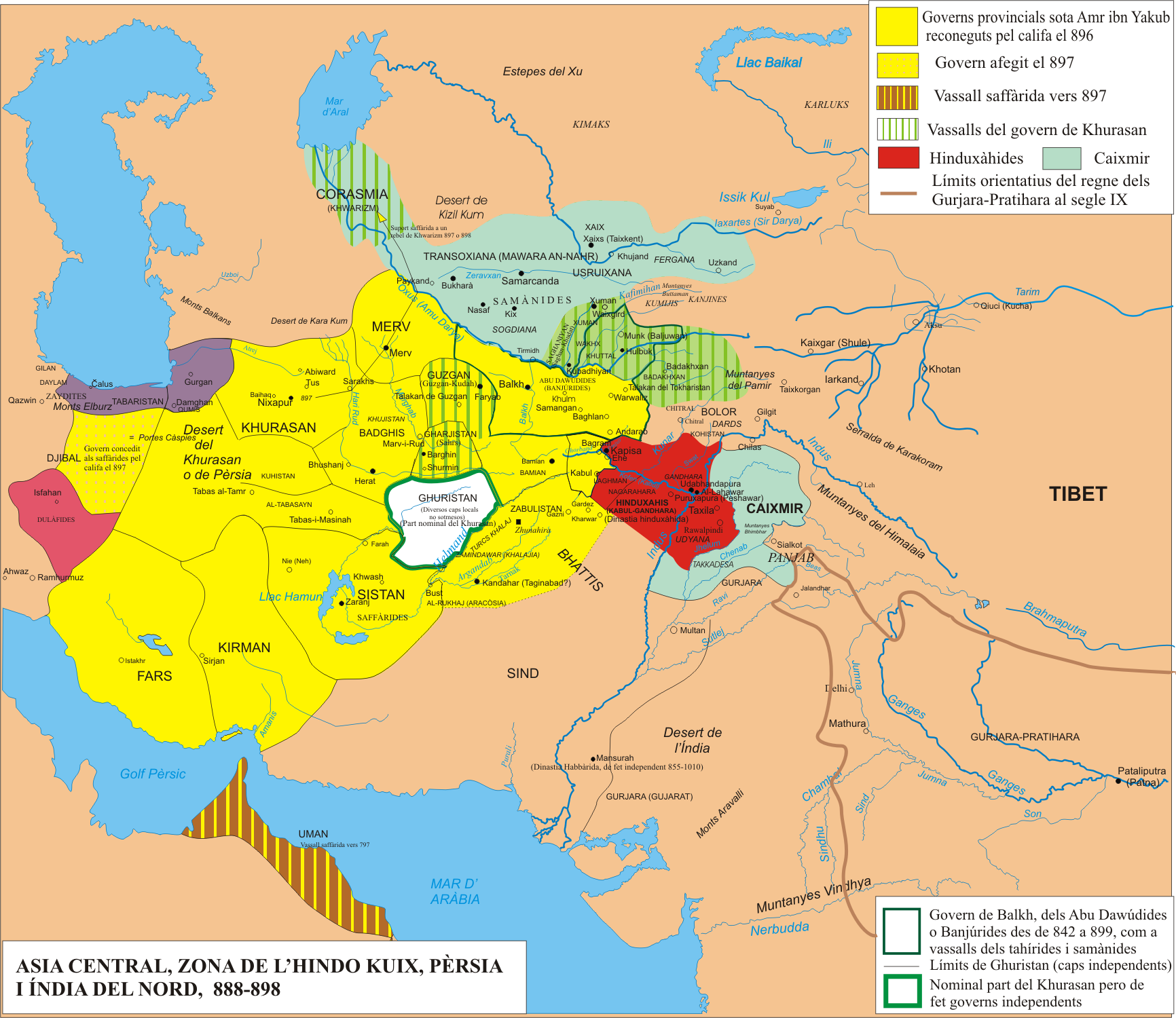
896-898
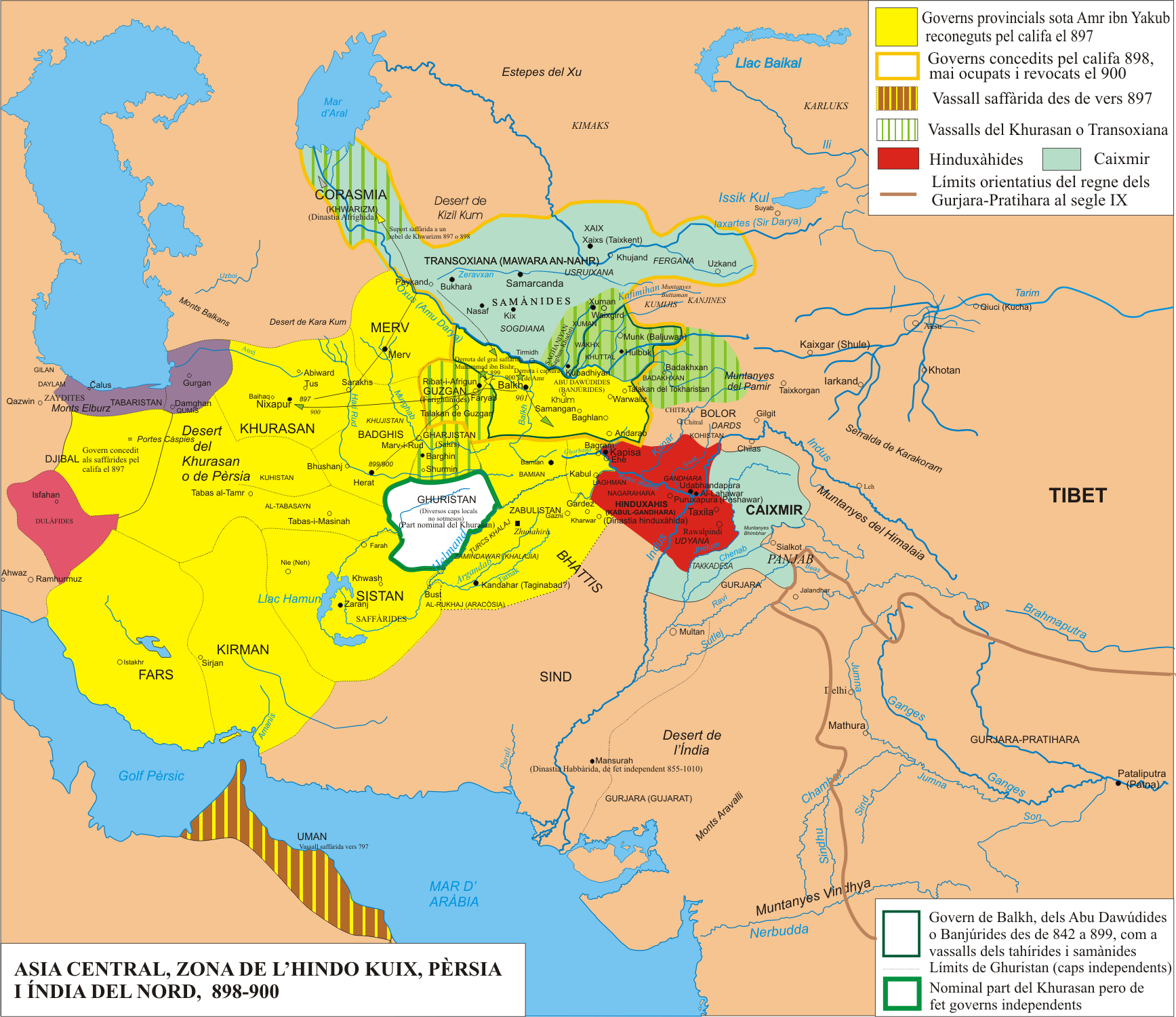
898-900
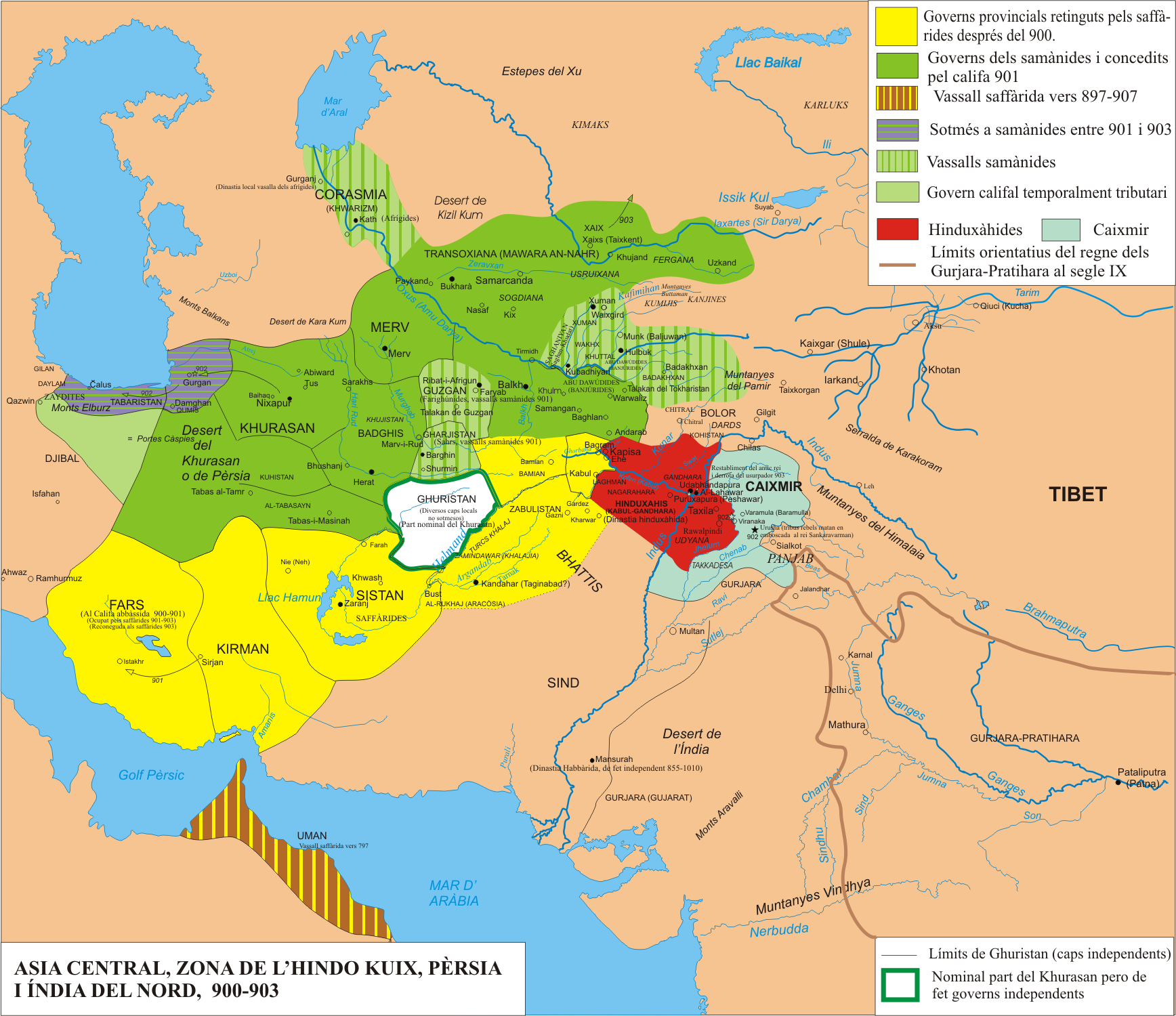
900-903
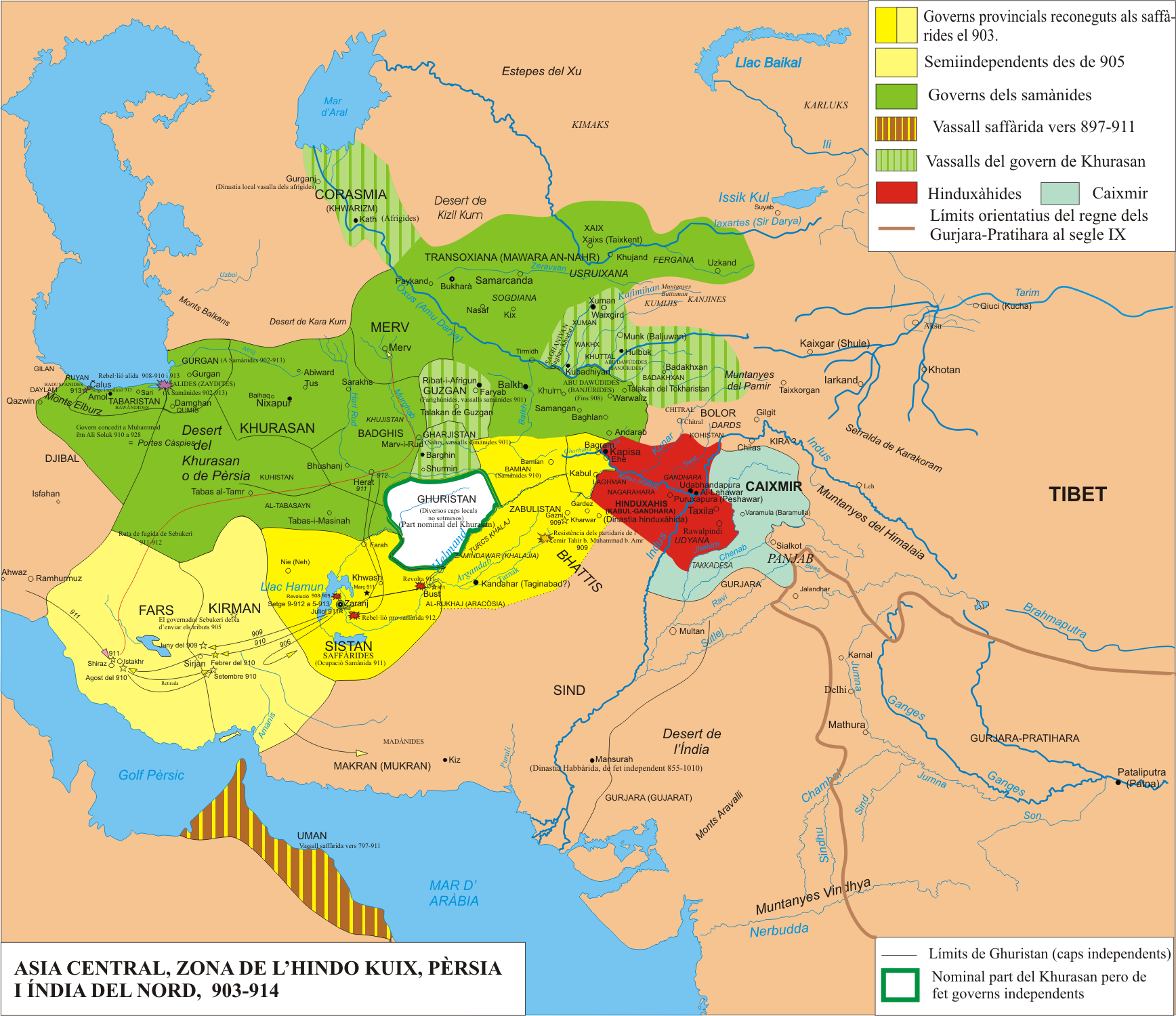
903-914
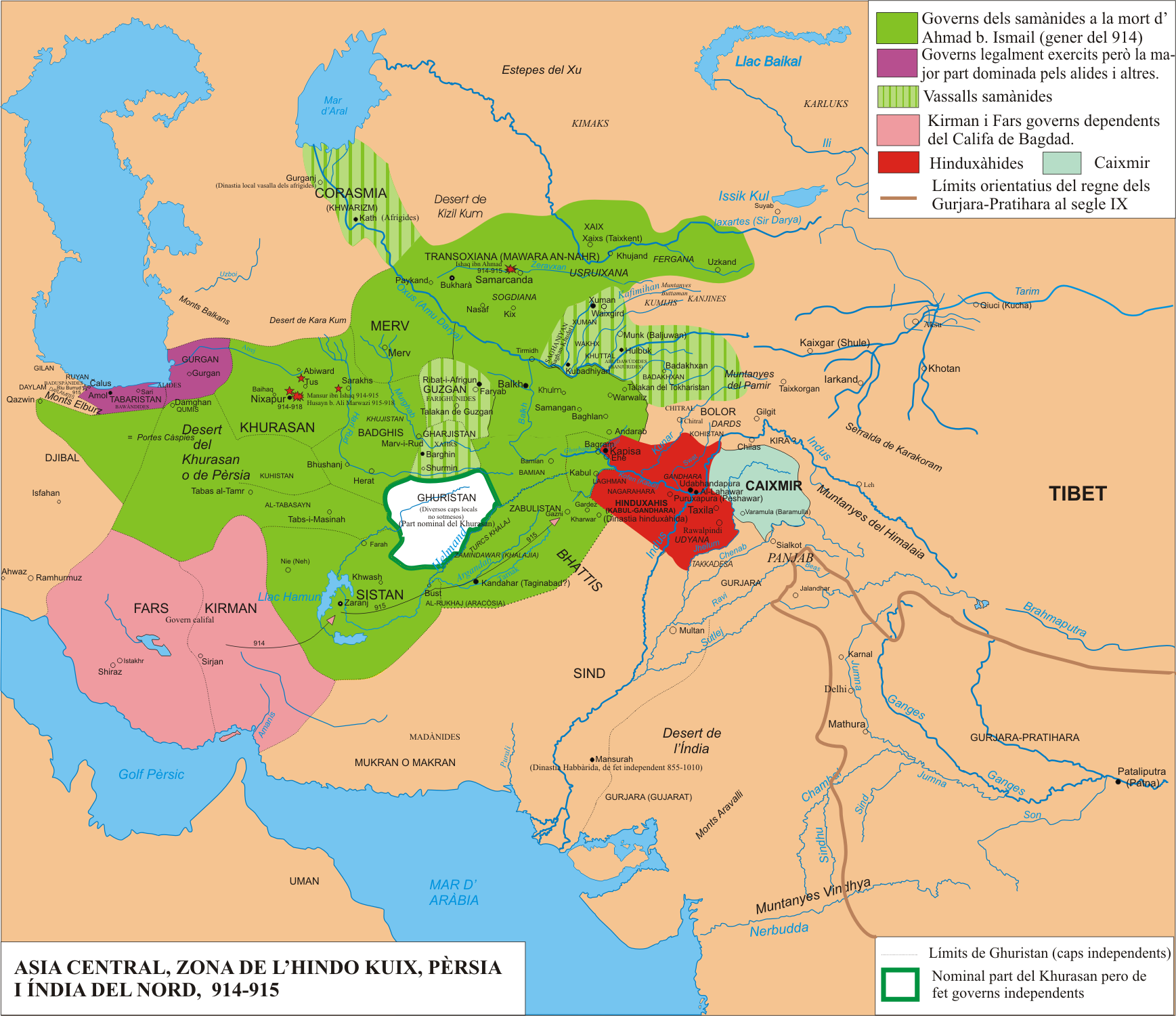
914-915
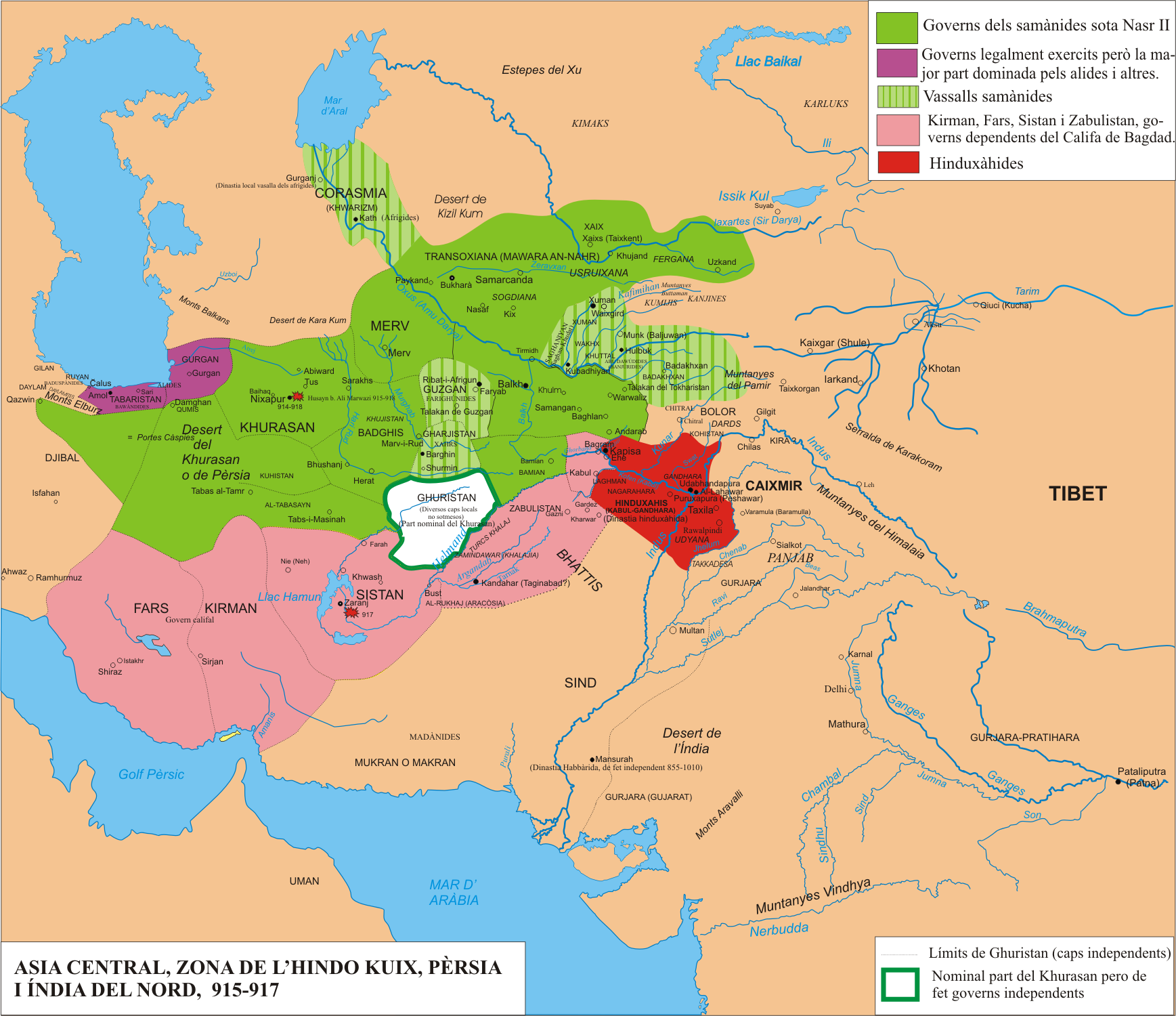
915-917
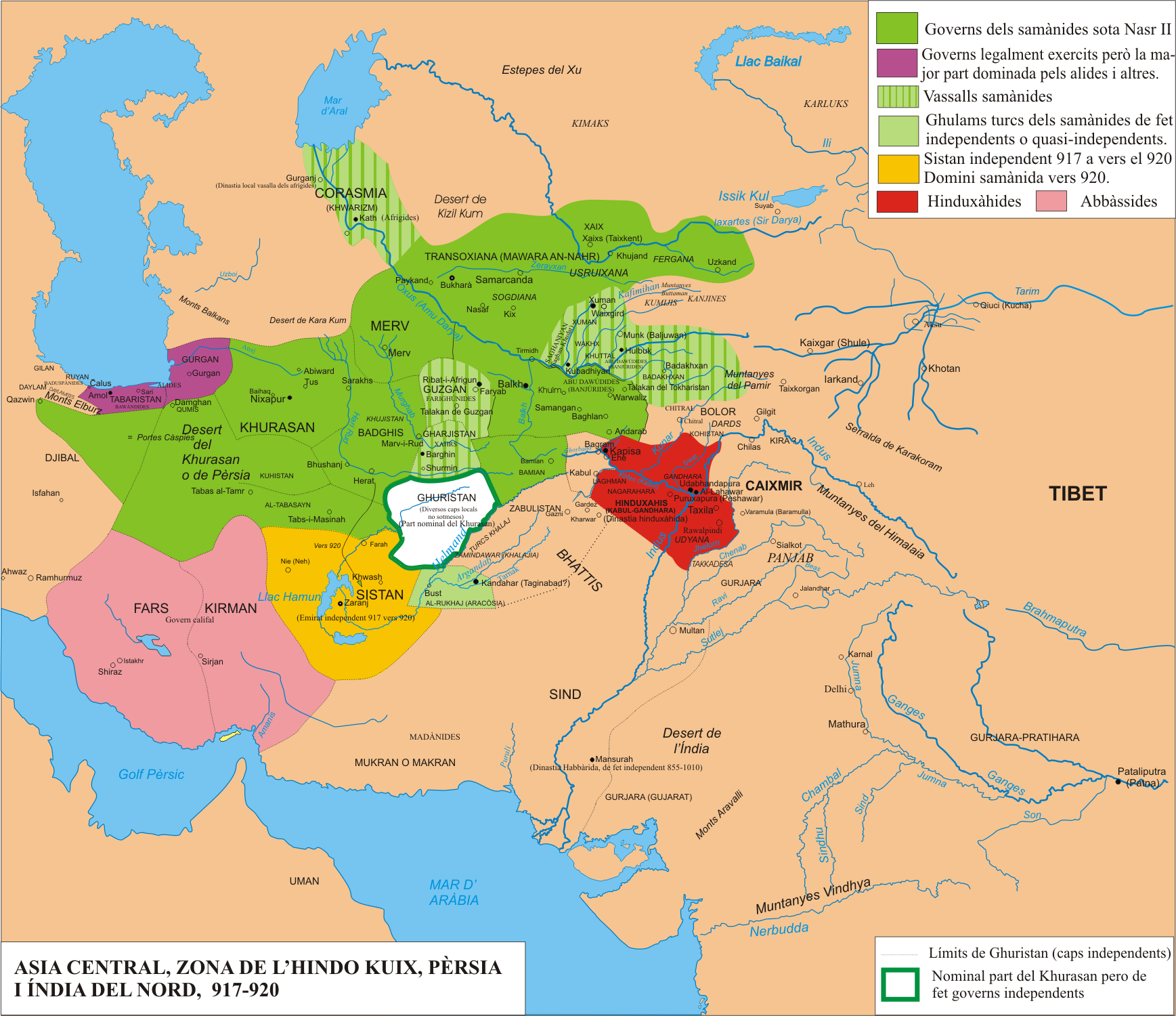
917-920
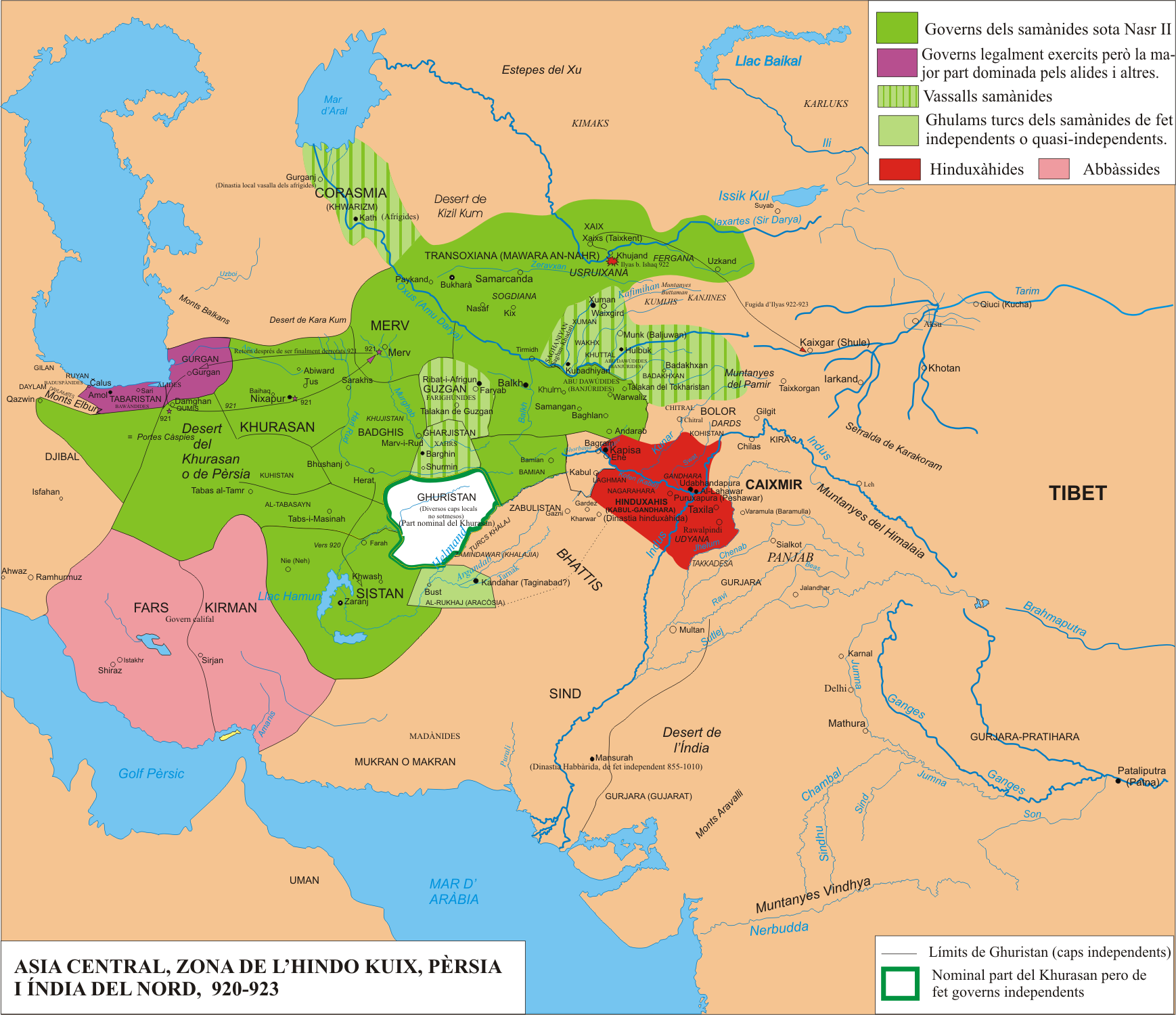
920-923
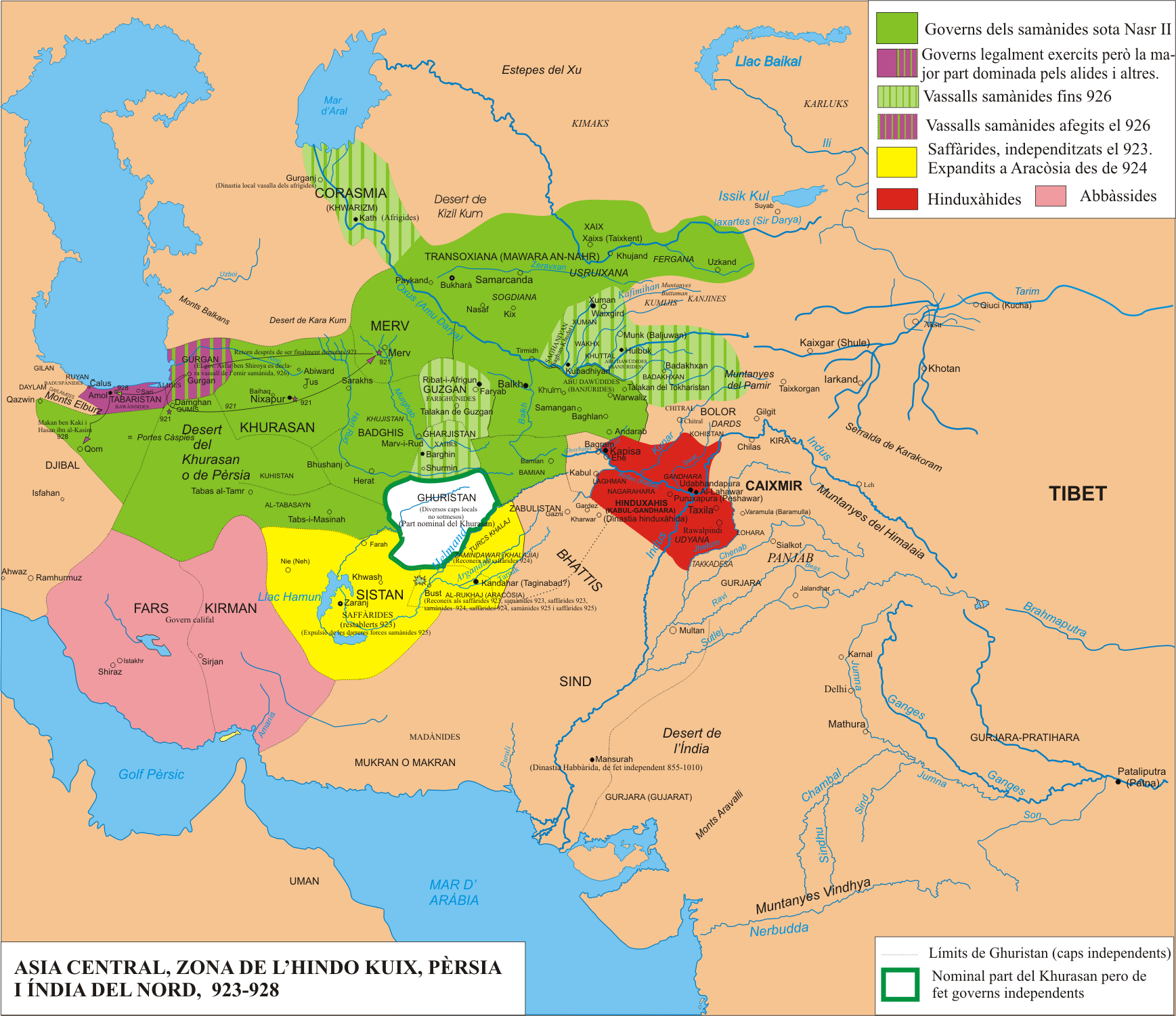
923-928
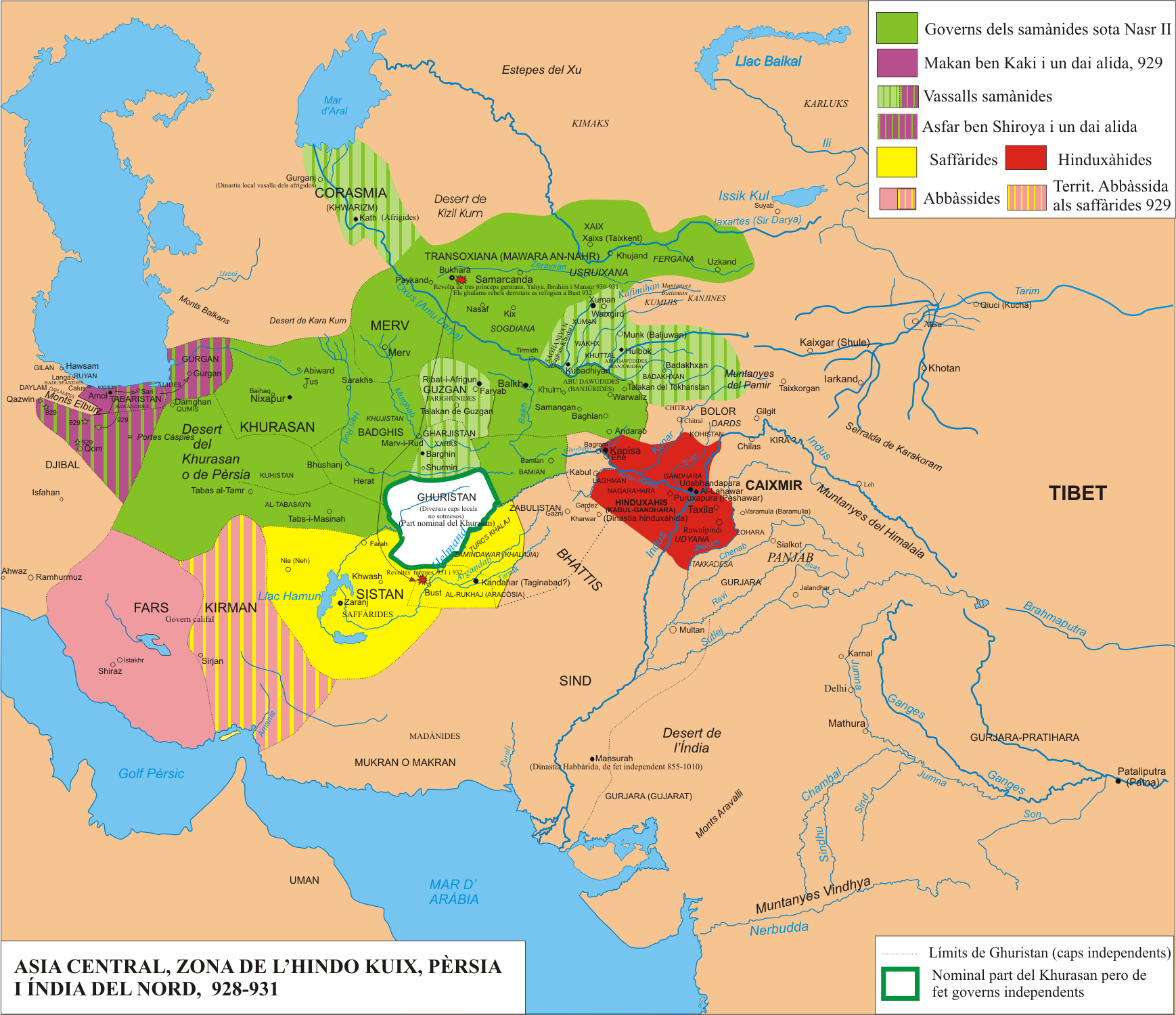
928-931
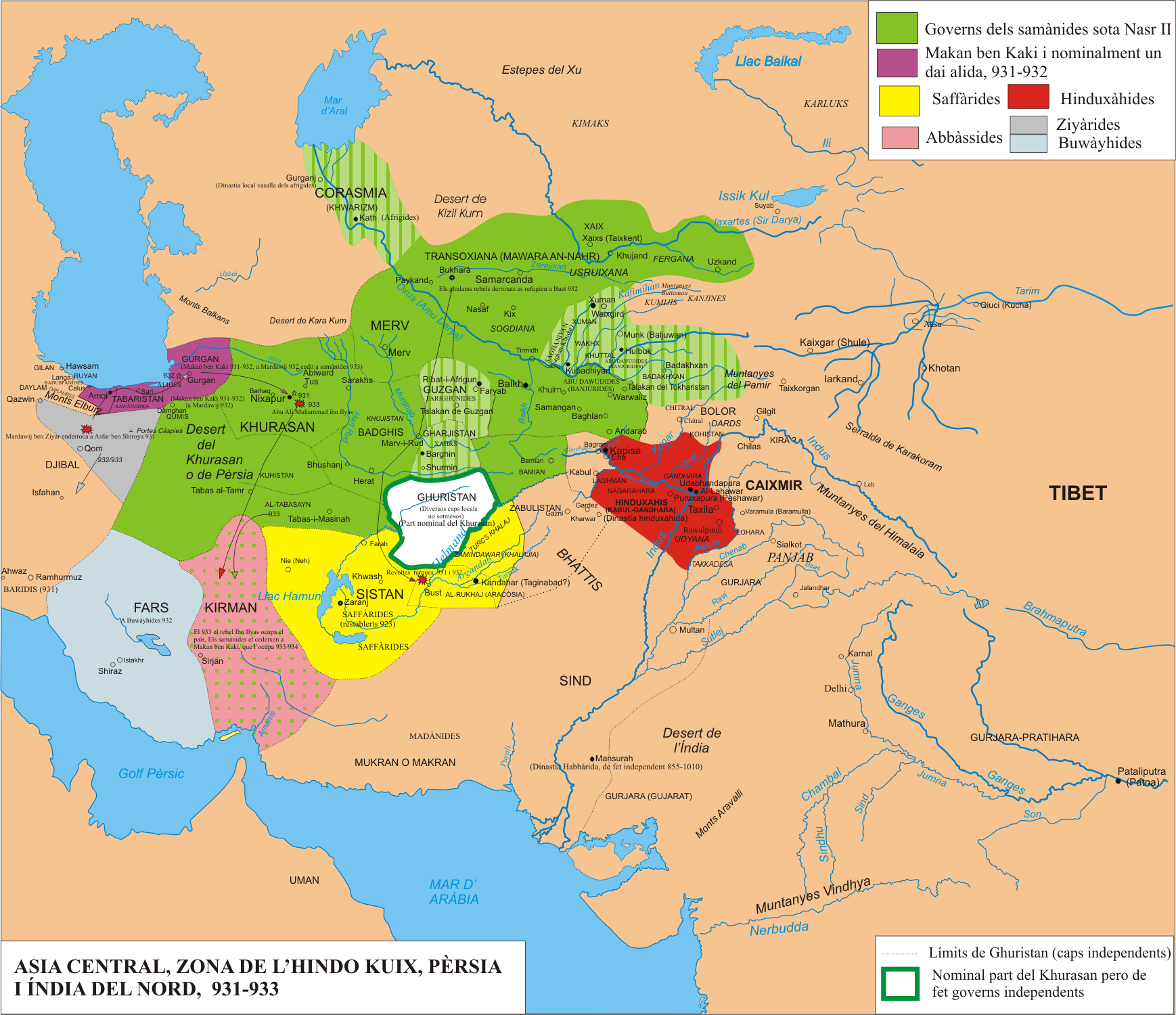
931-933
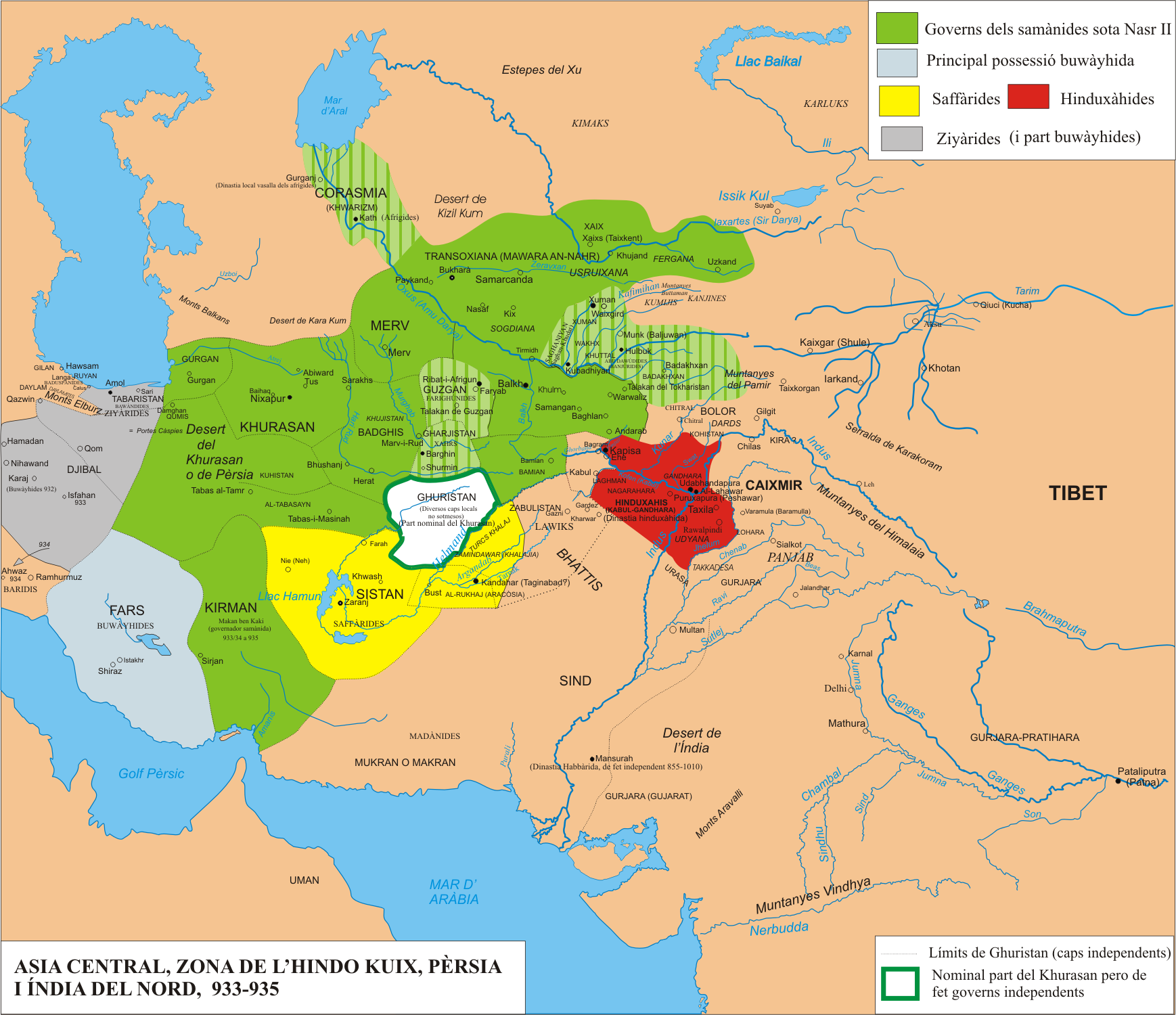
933-935
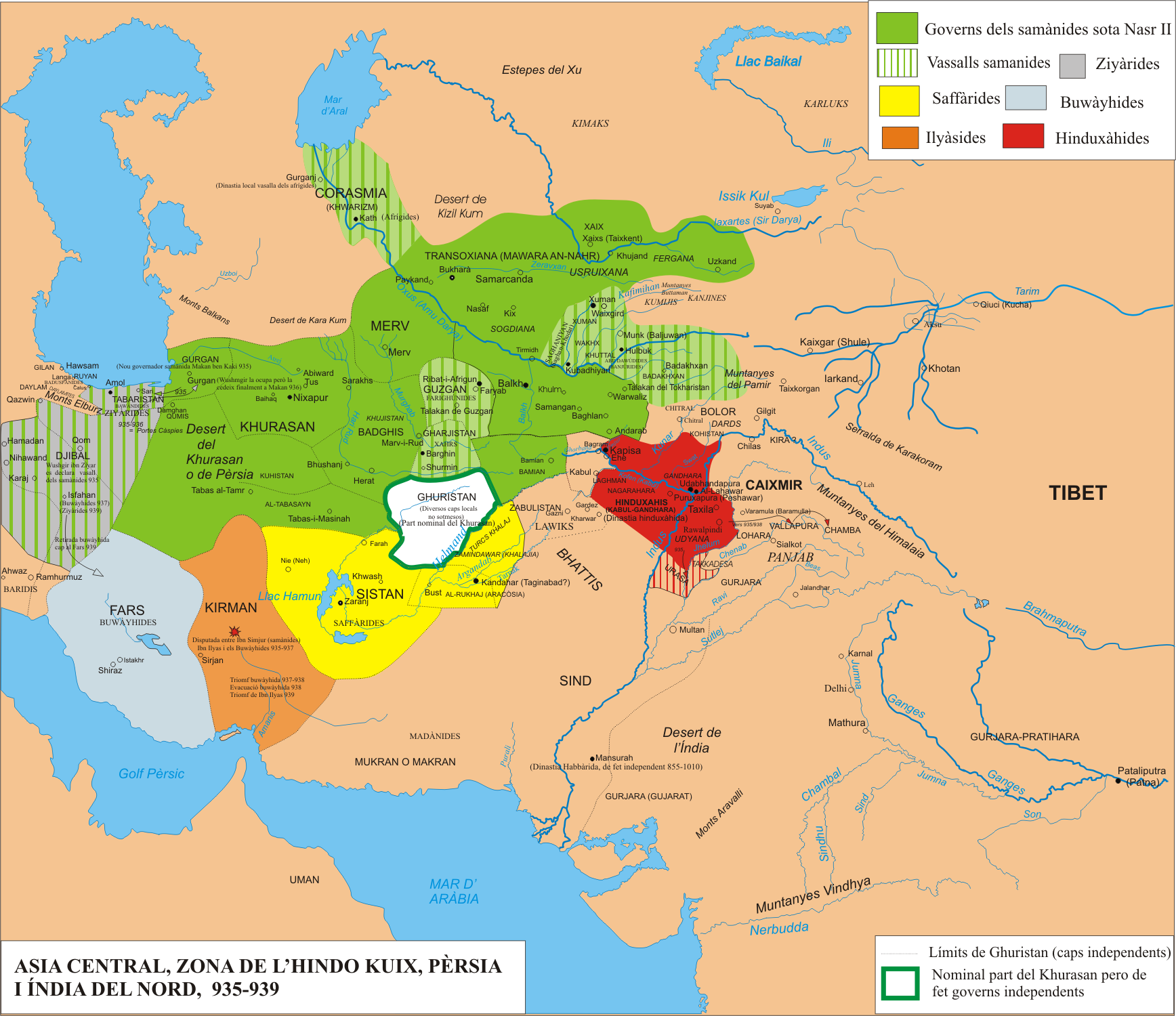
935-939
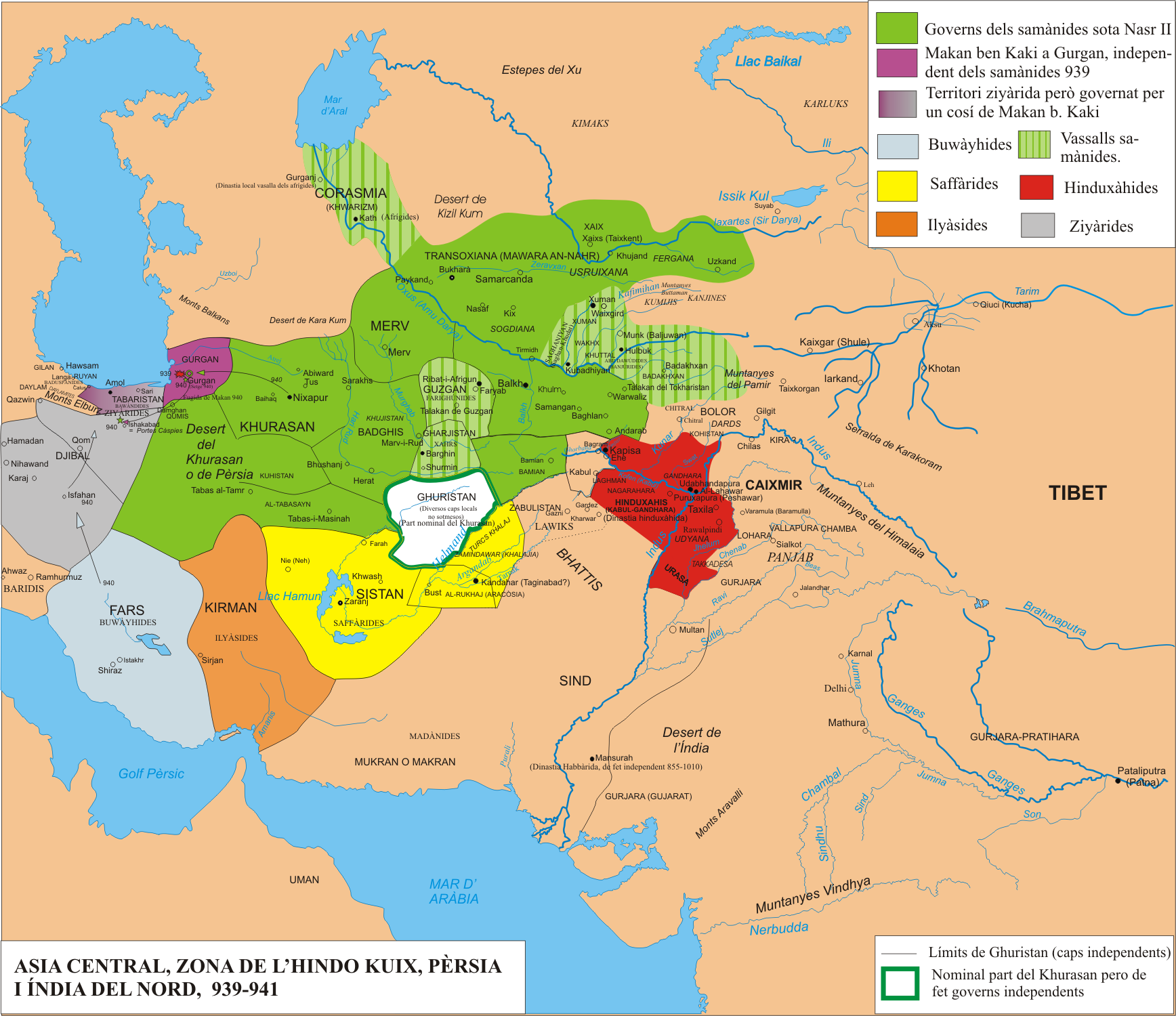
939-941
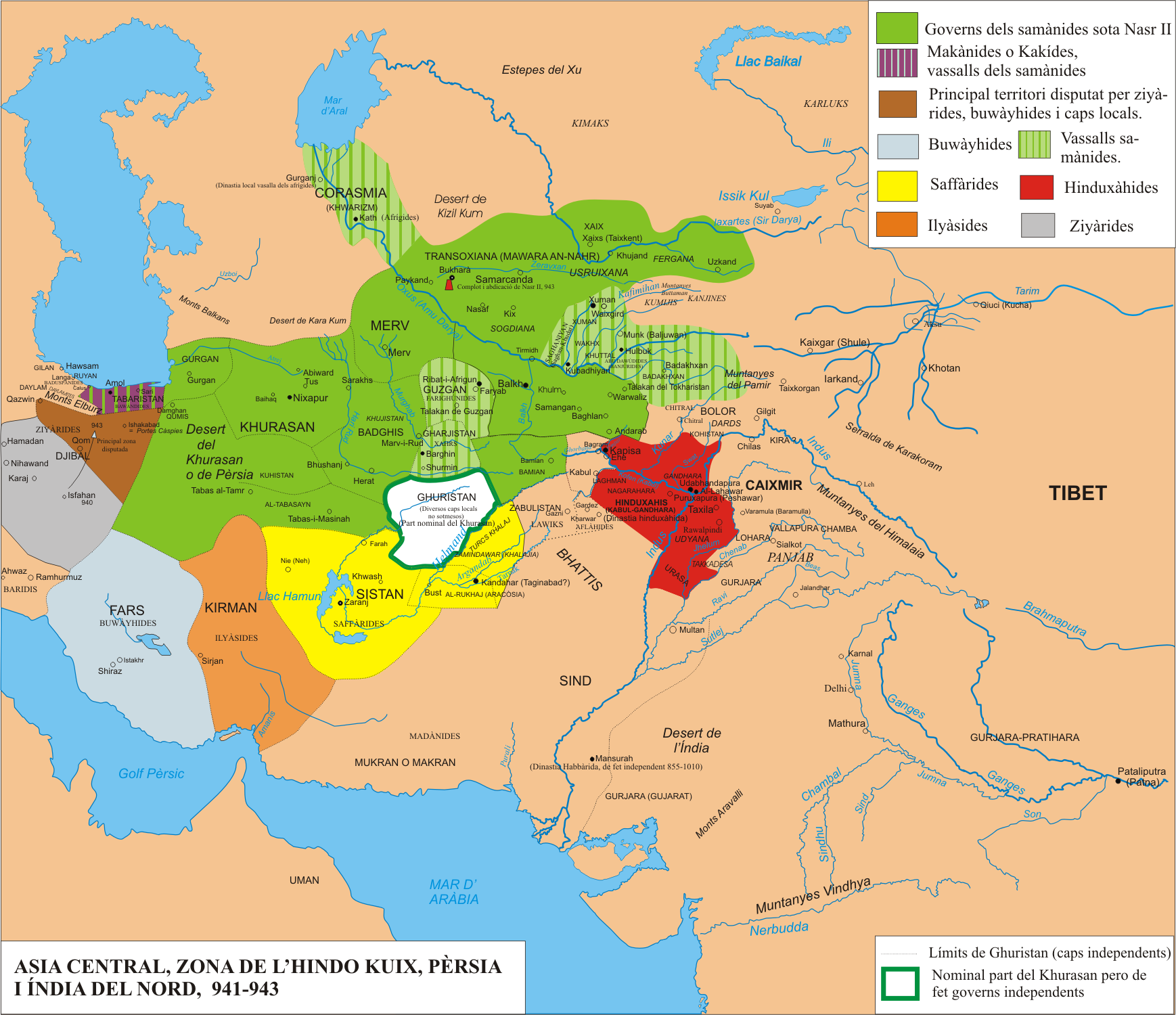
941-943
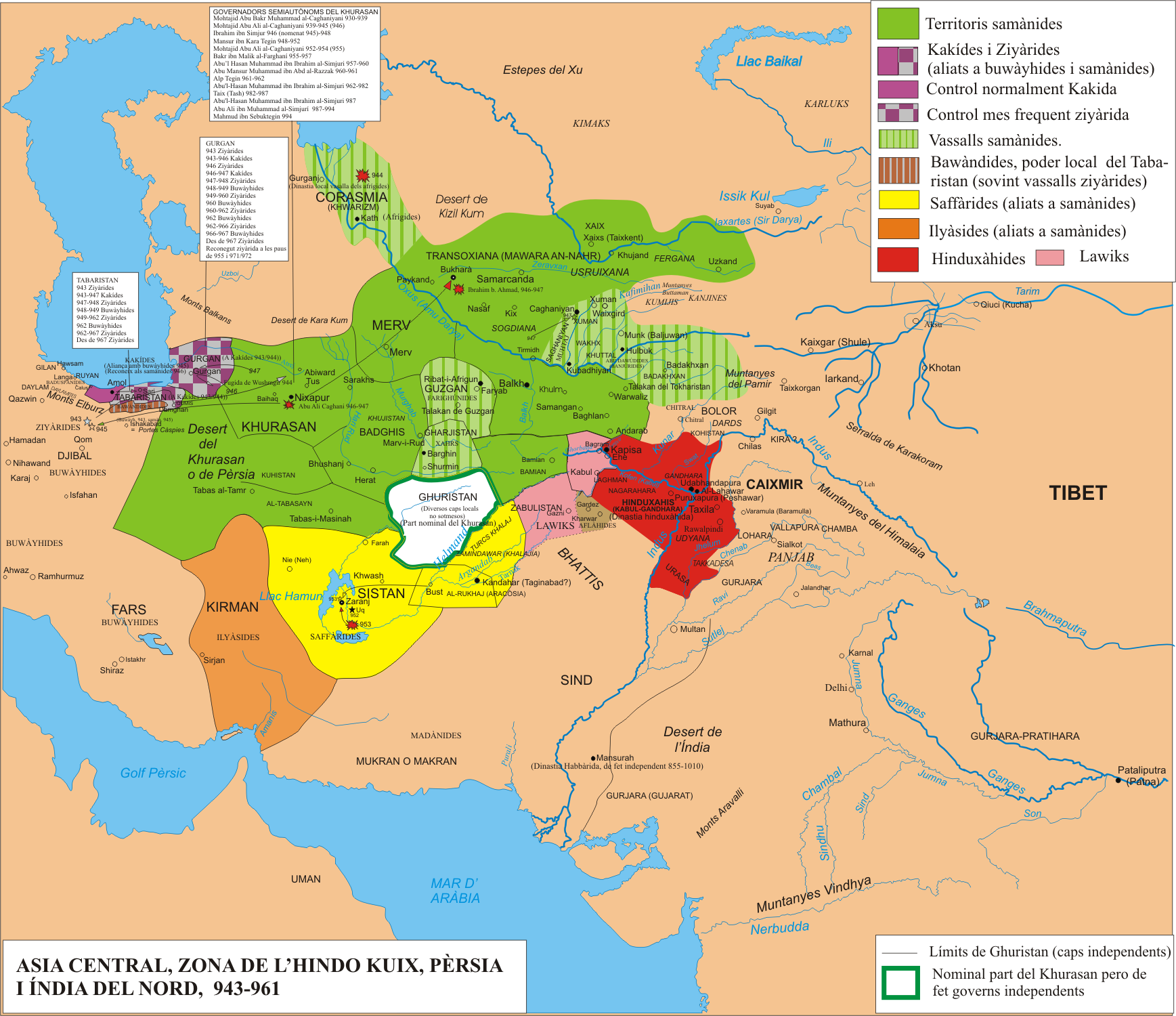
943-961
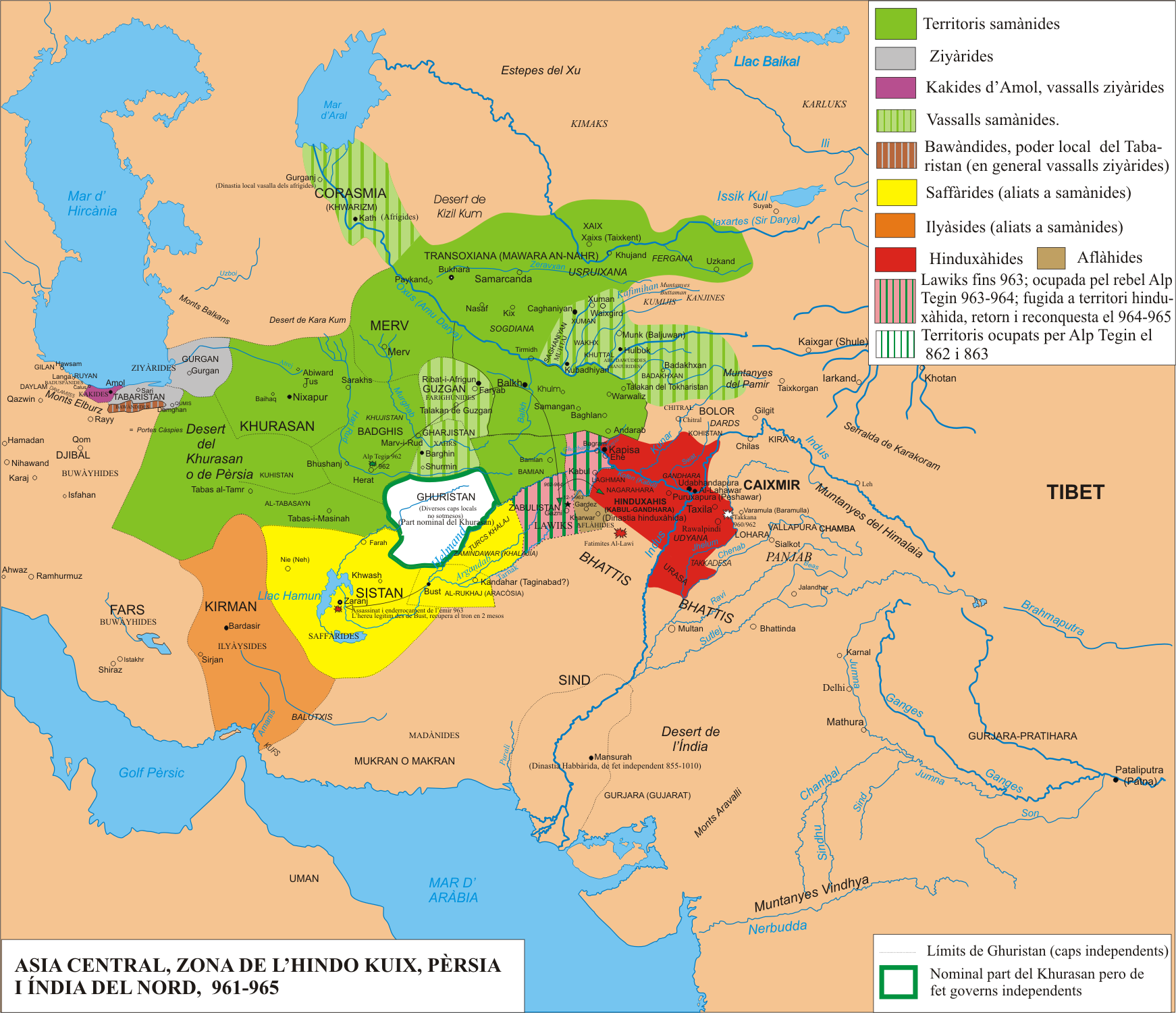
961-965
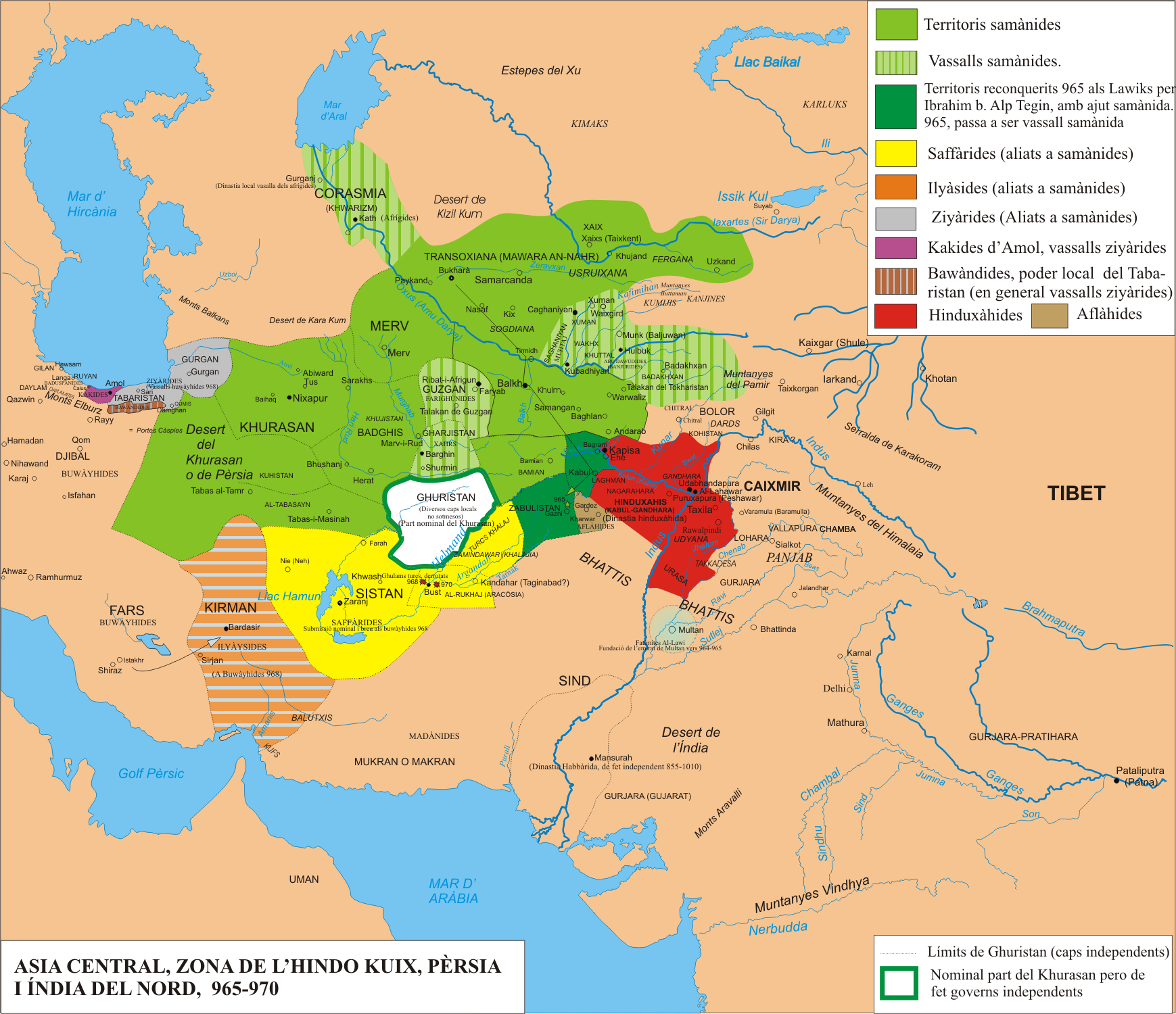
965-970
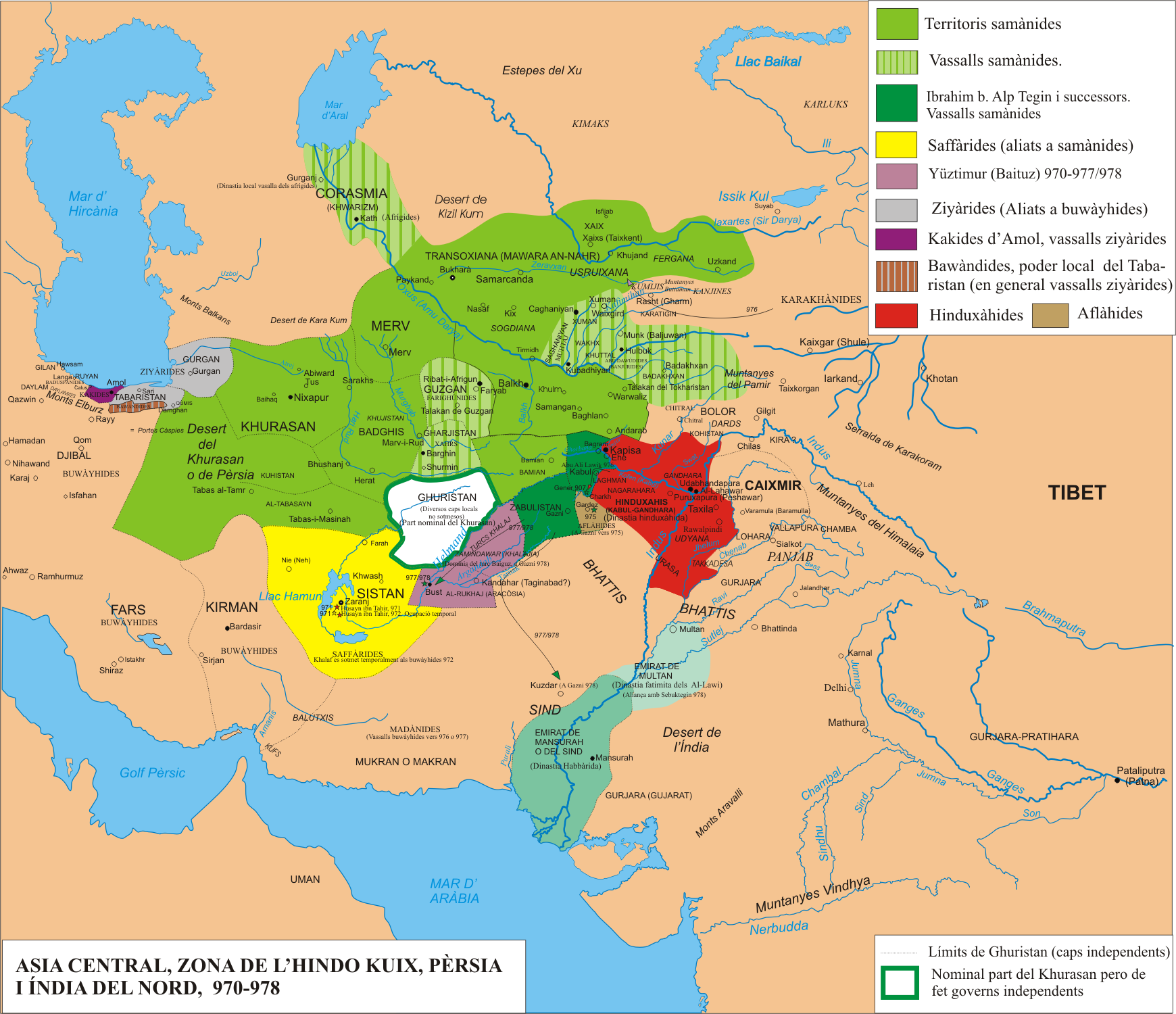
970-978
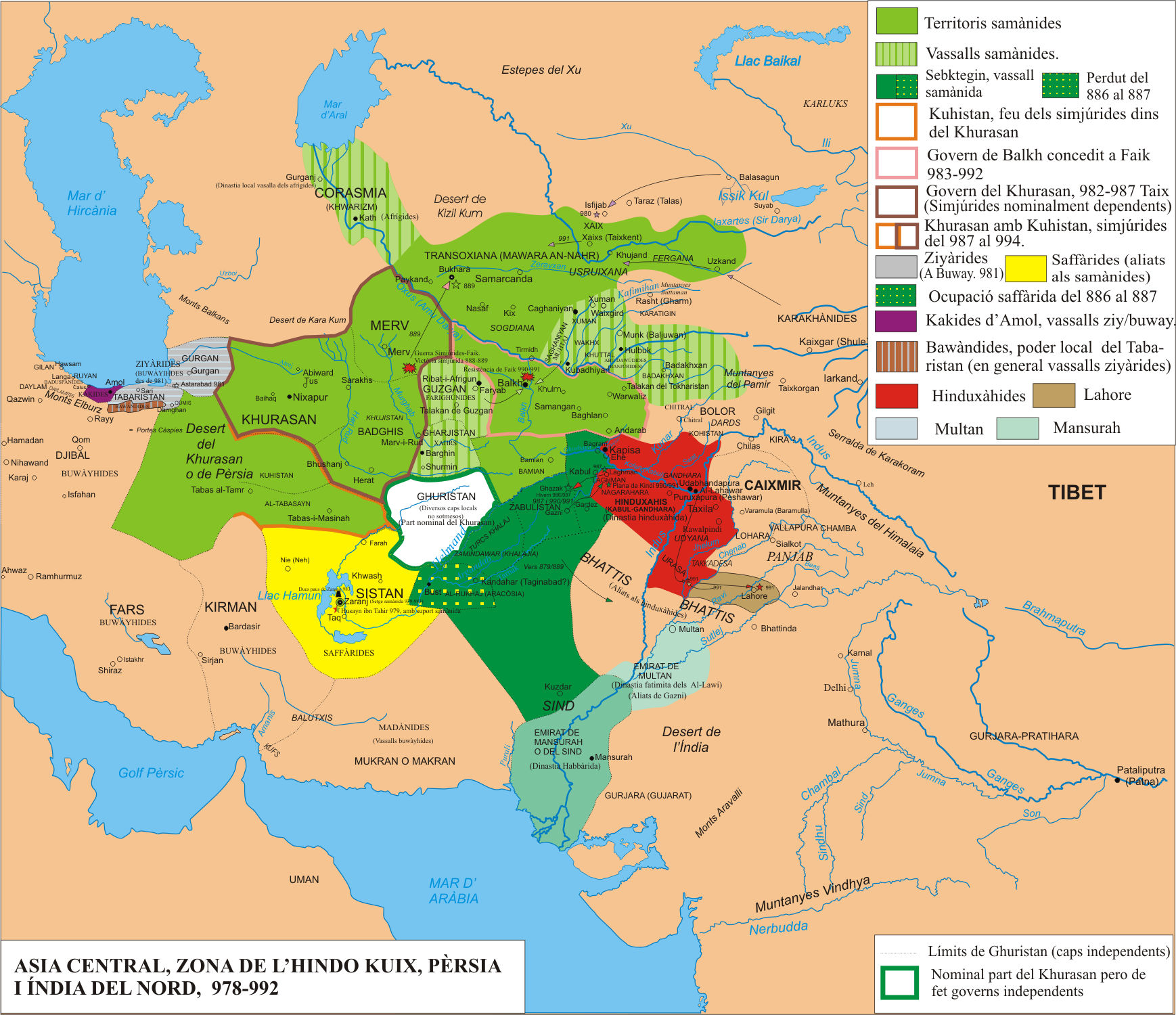
978-992
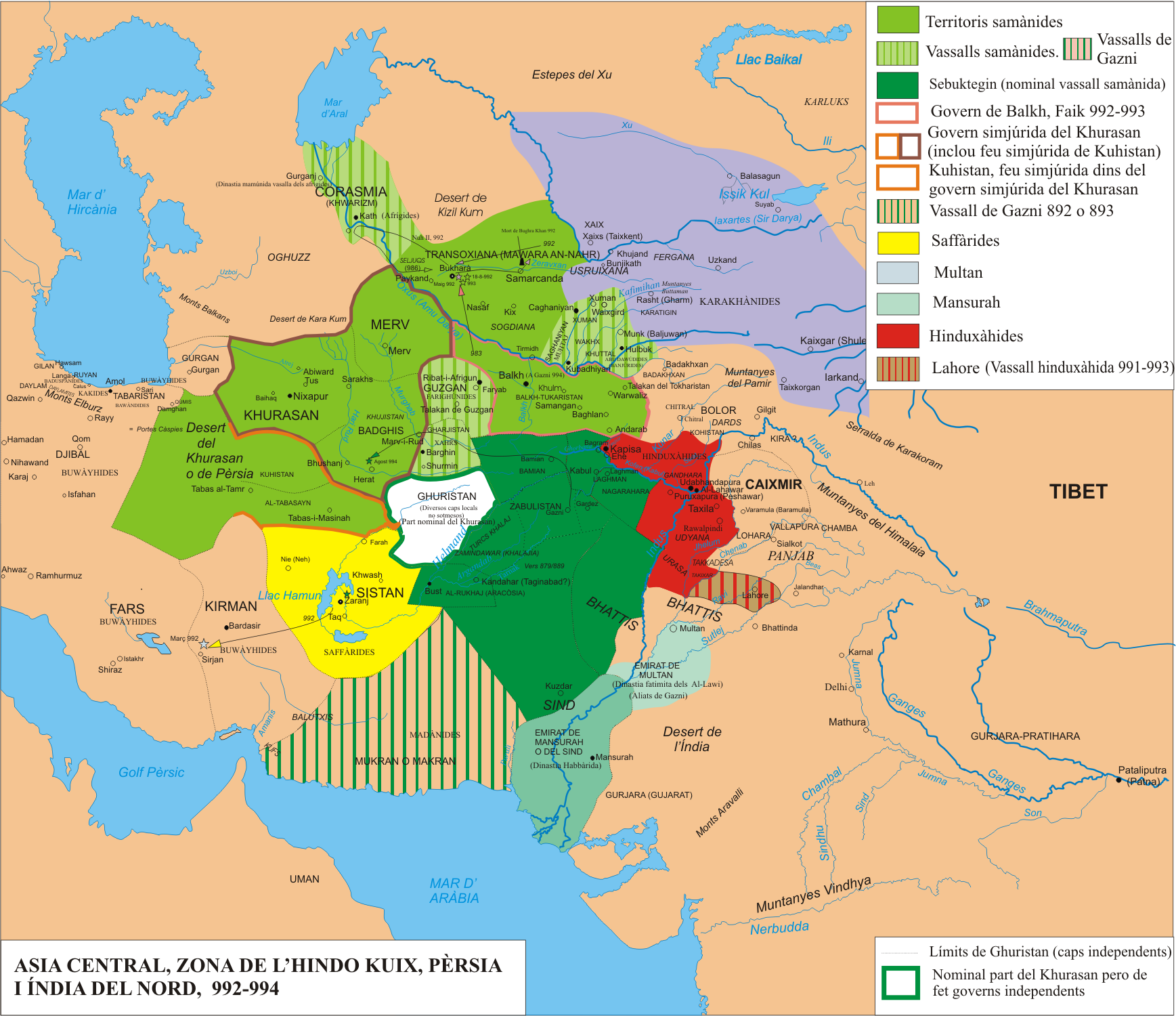
992-994
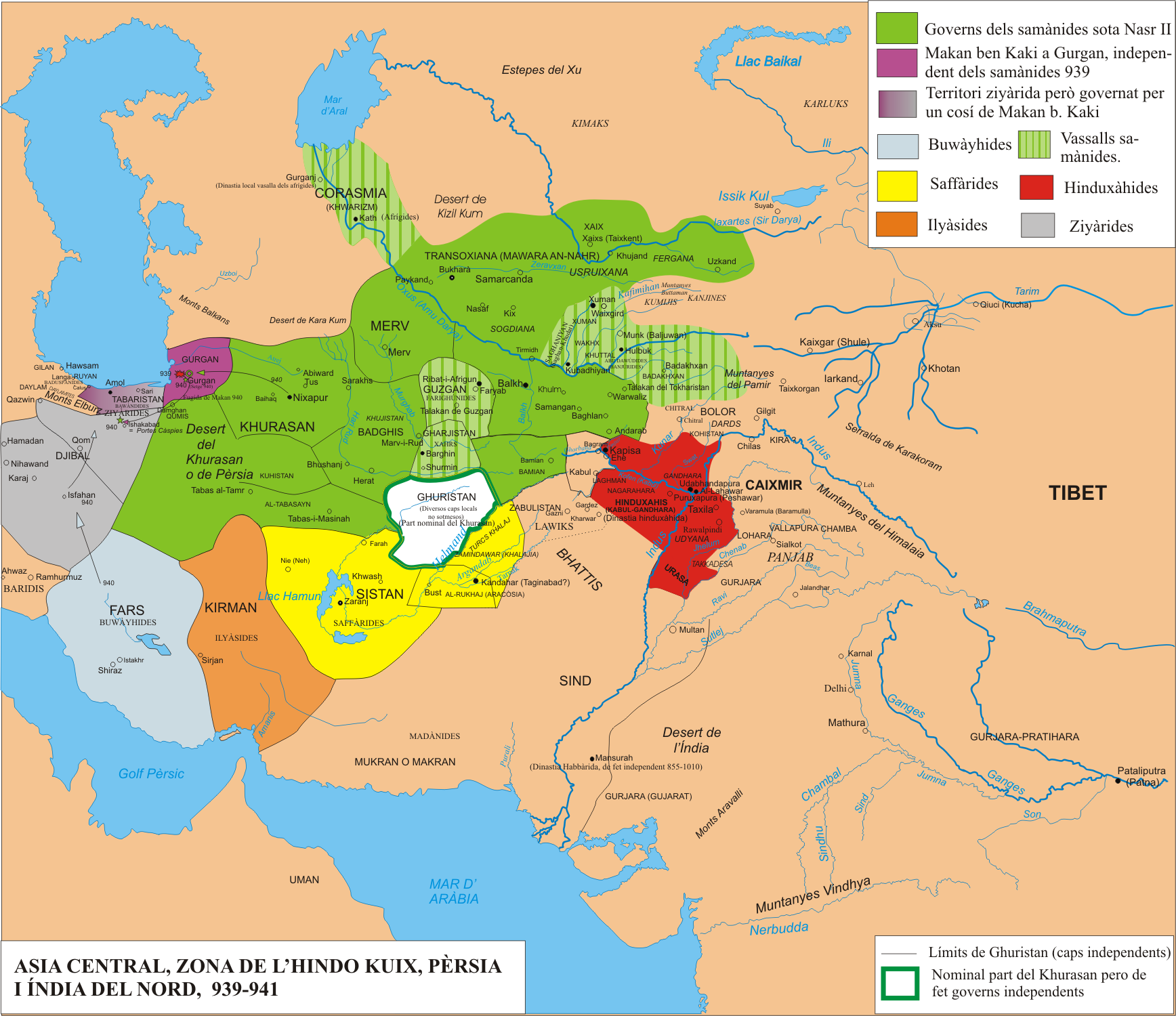
939-941
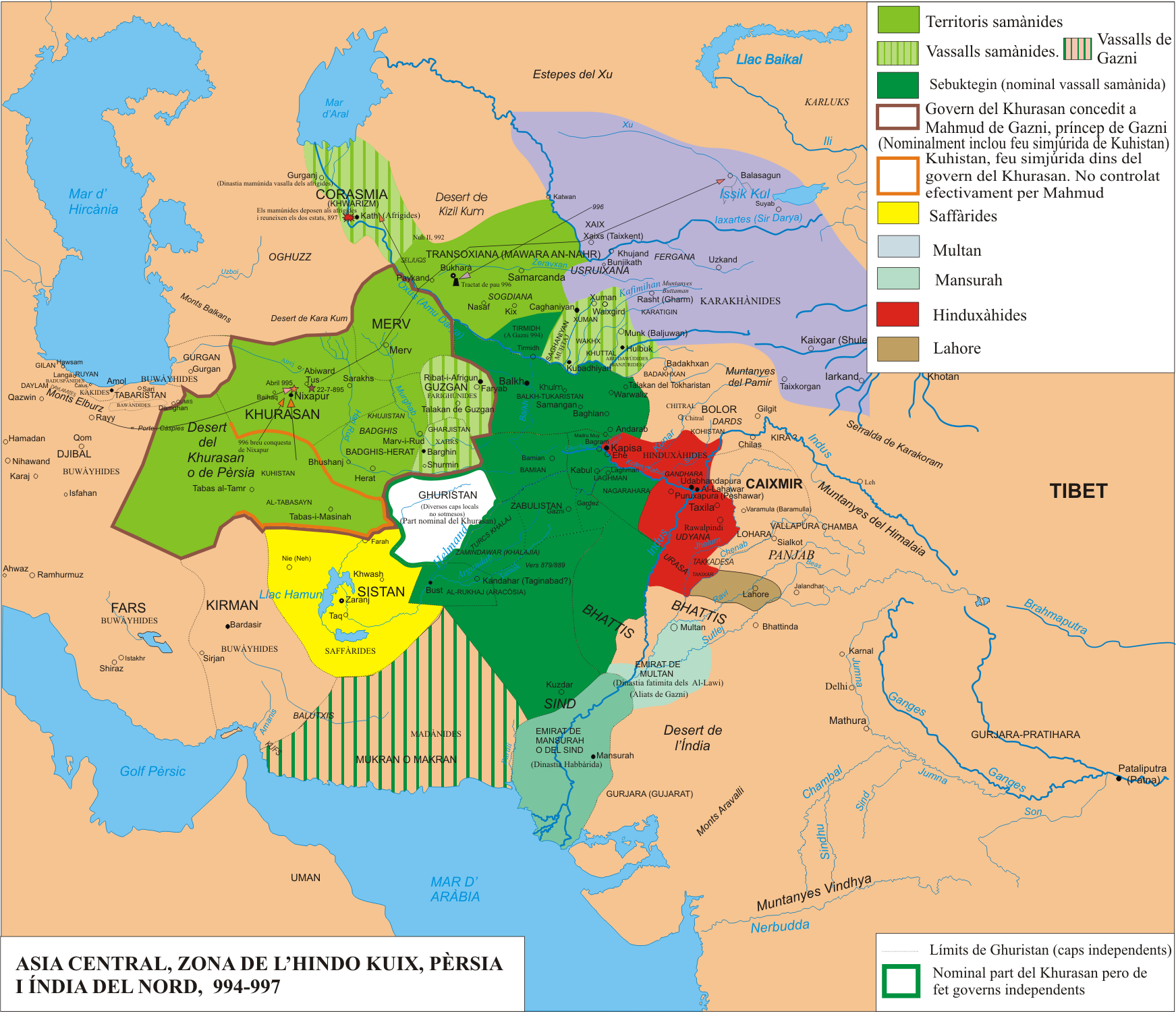
994-997
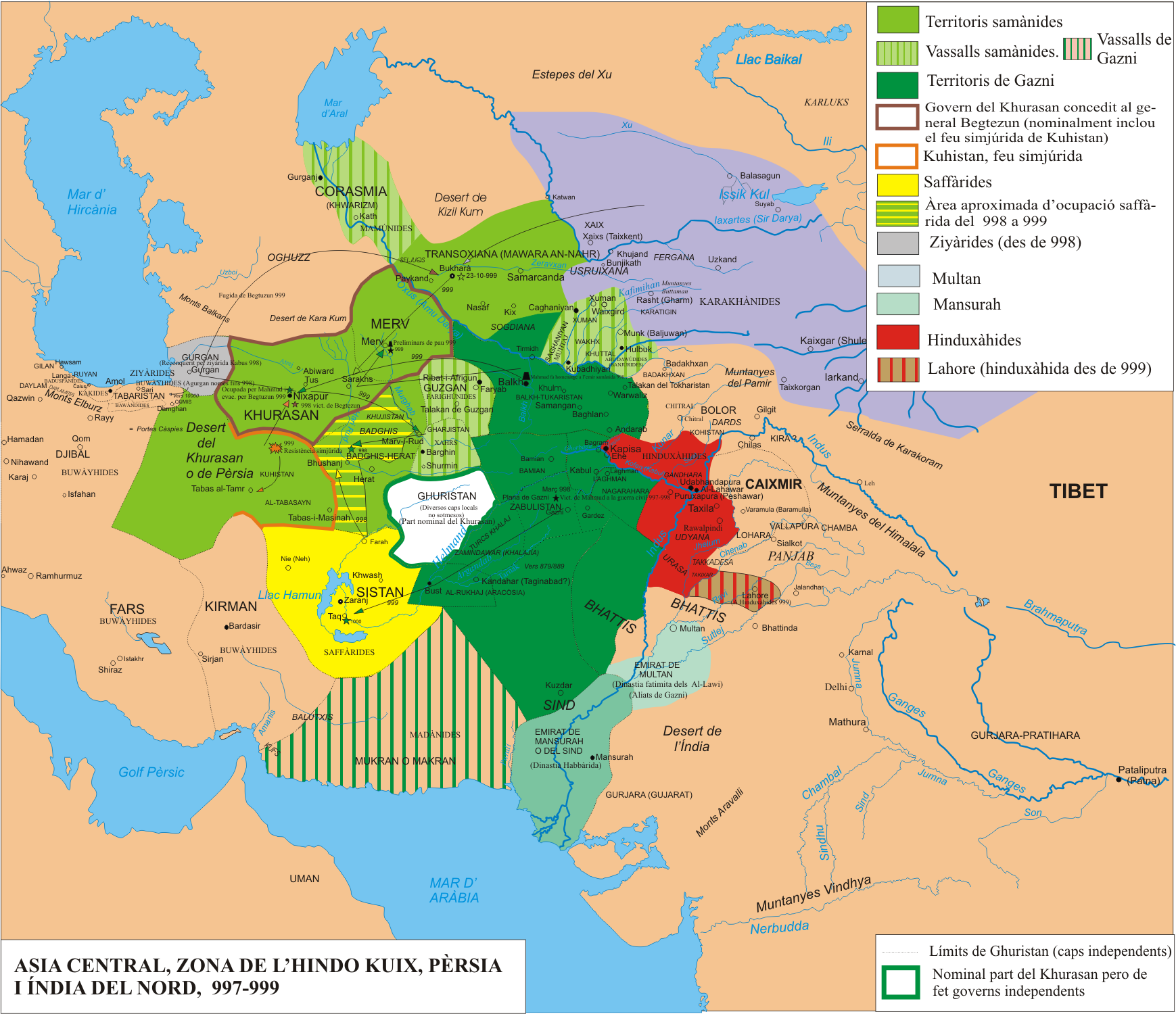
997-999
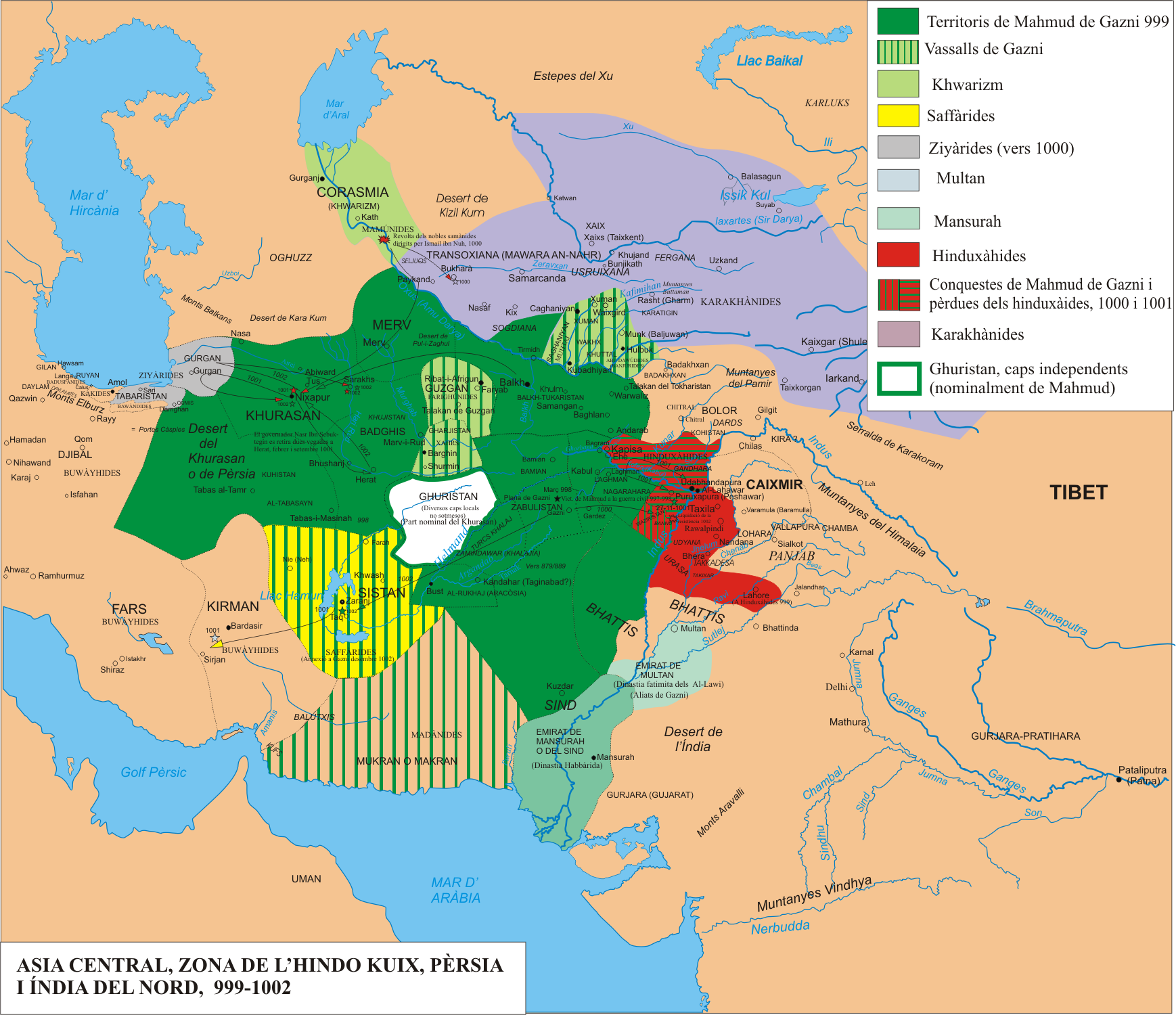
999-1002
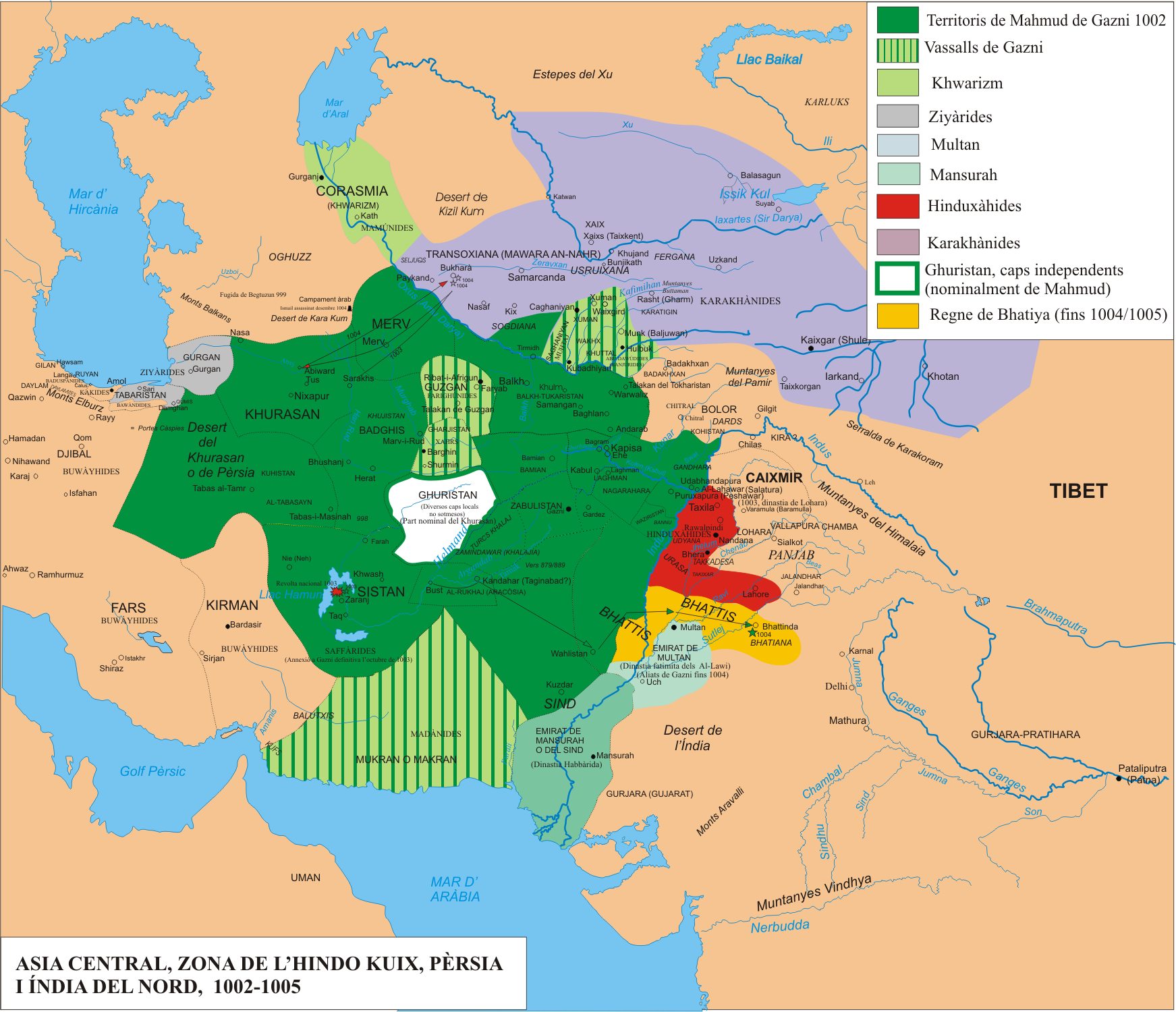
1002-1005
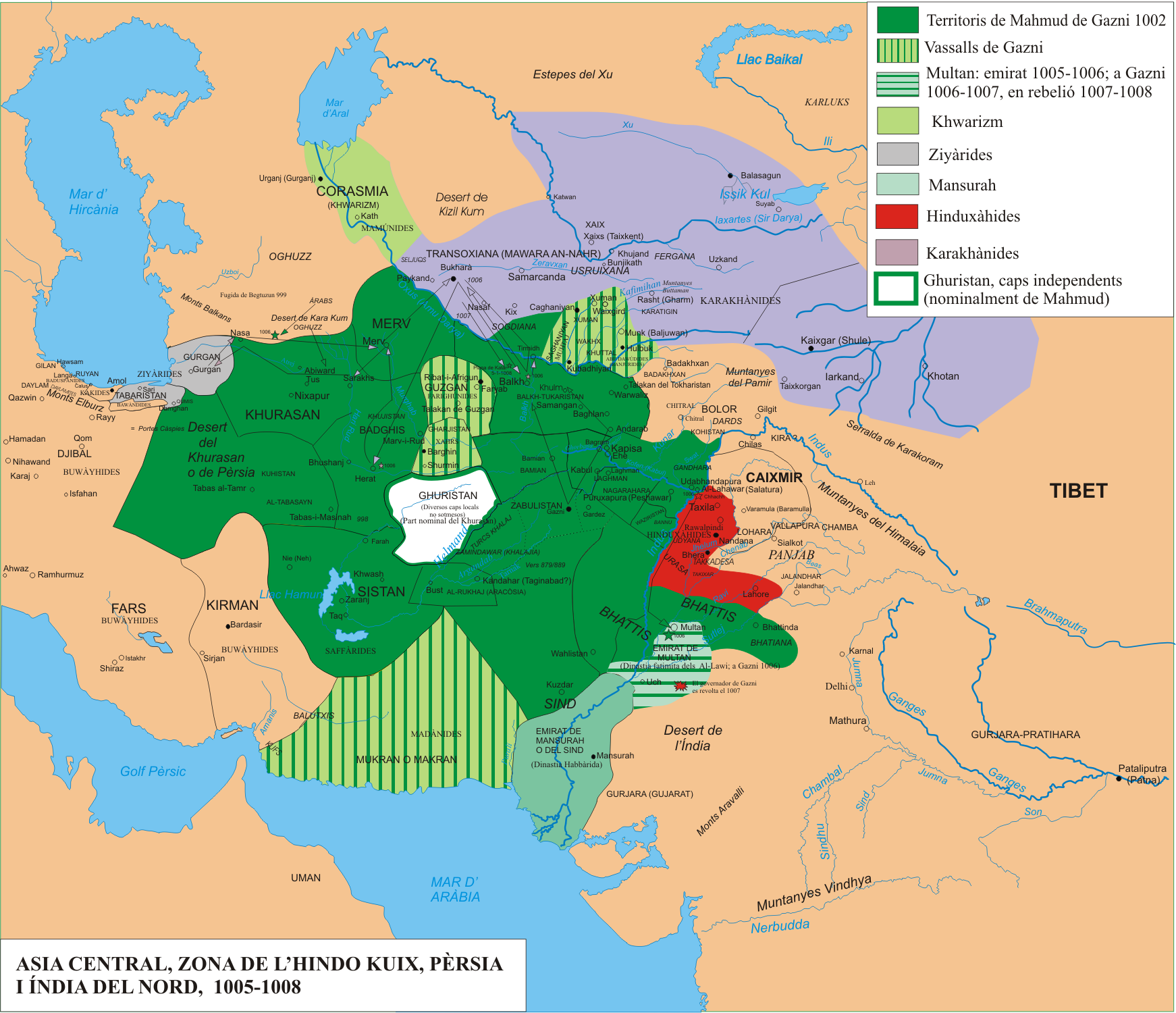
1005-1008
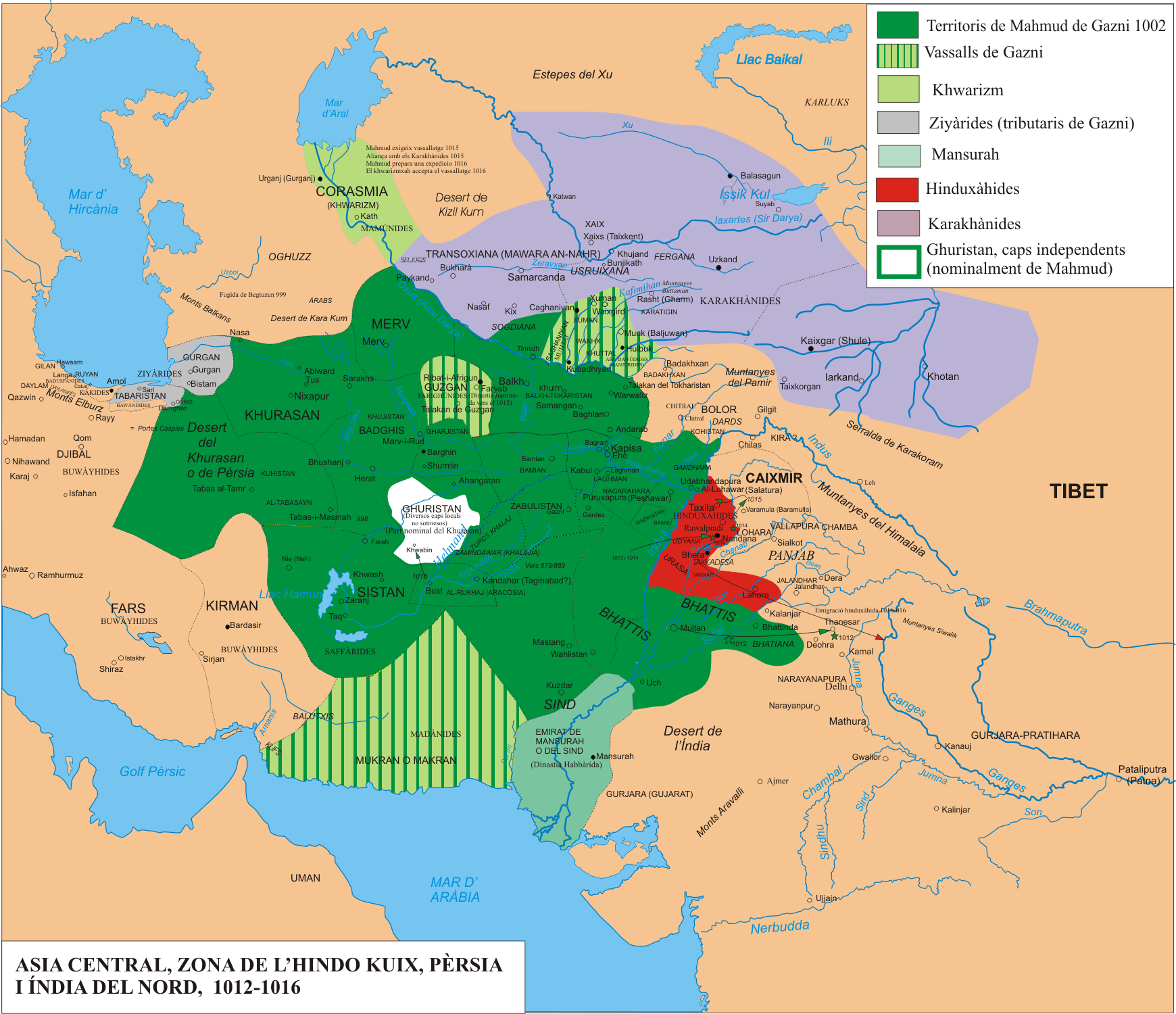
1012-1016
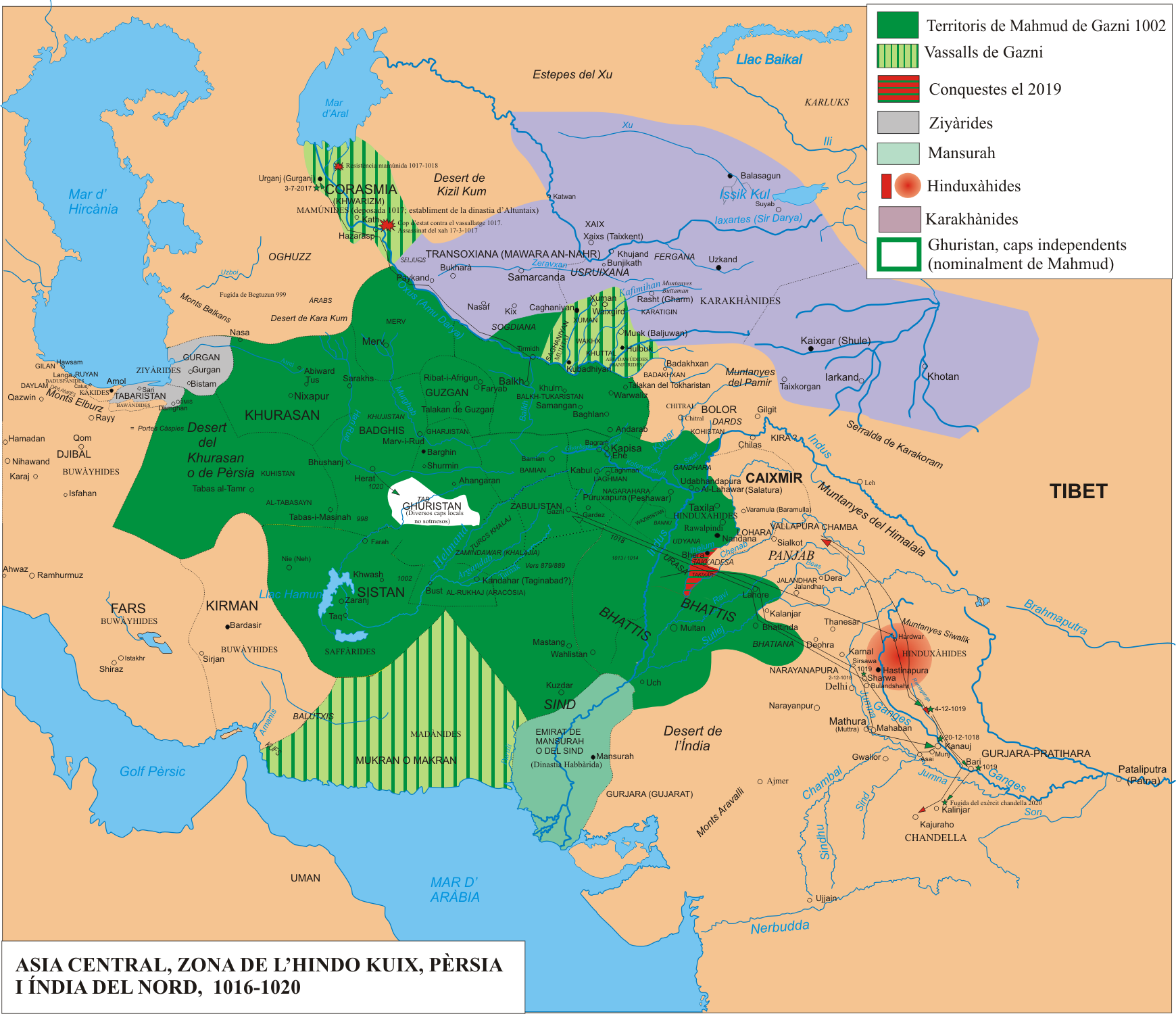
1016-1020
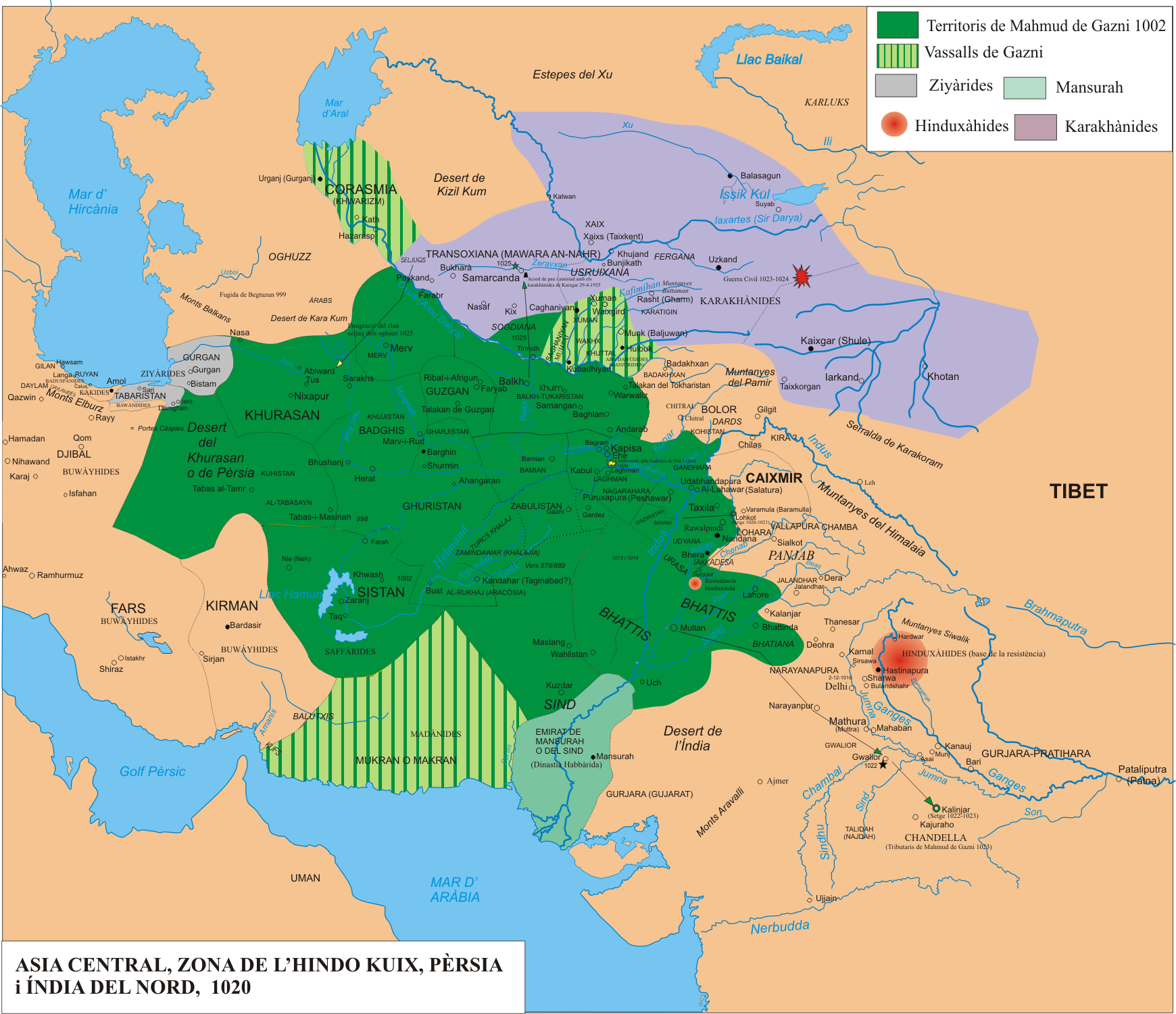
1020-1025
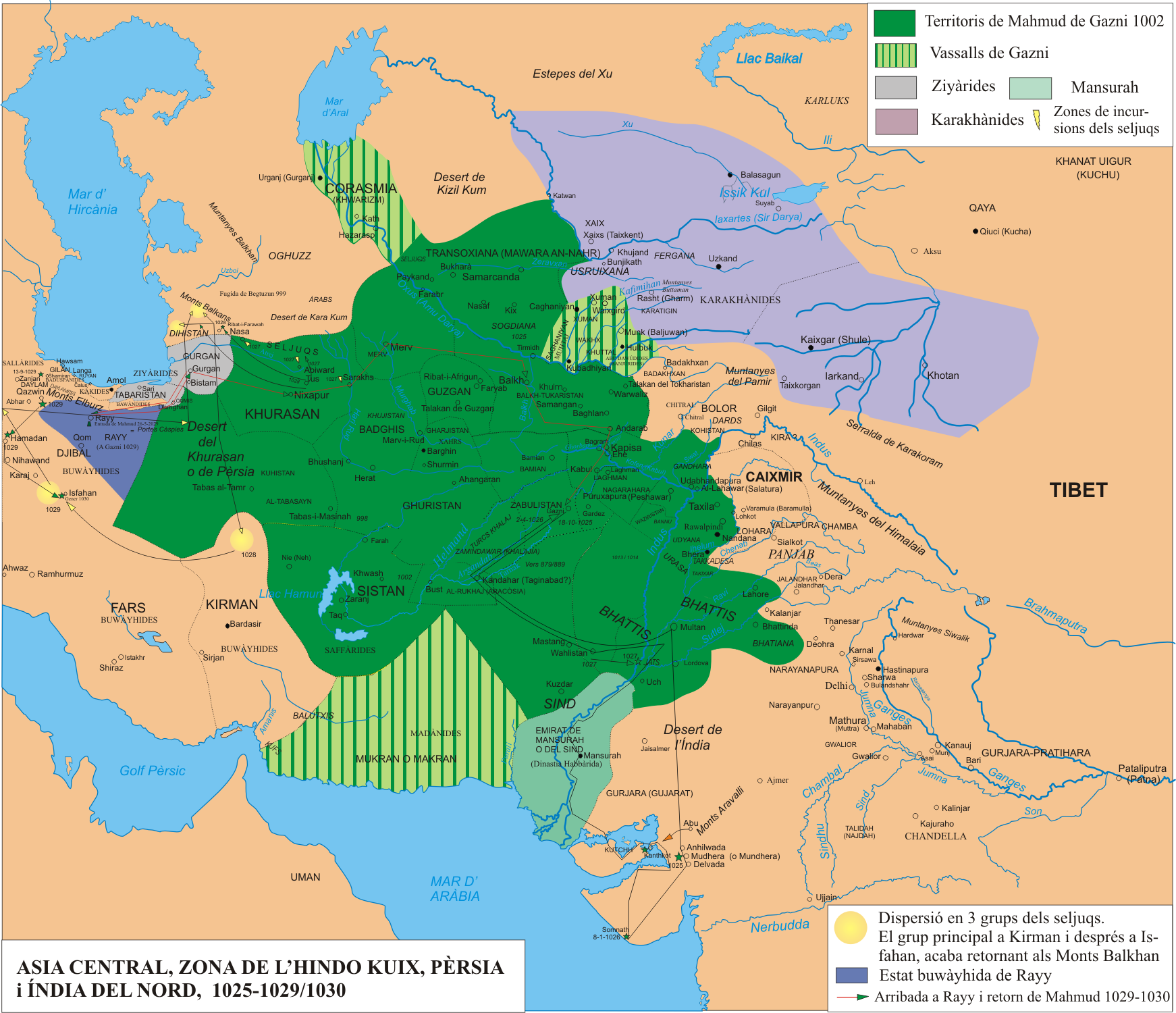
1025-1029
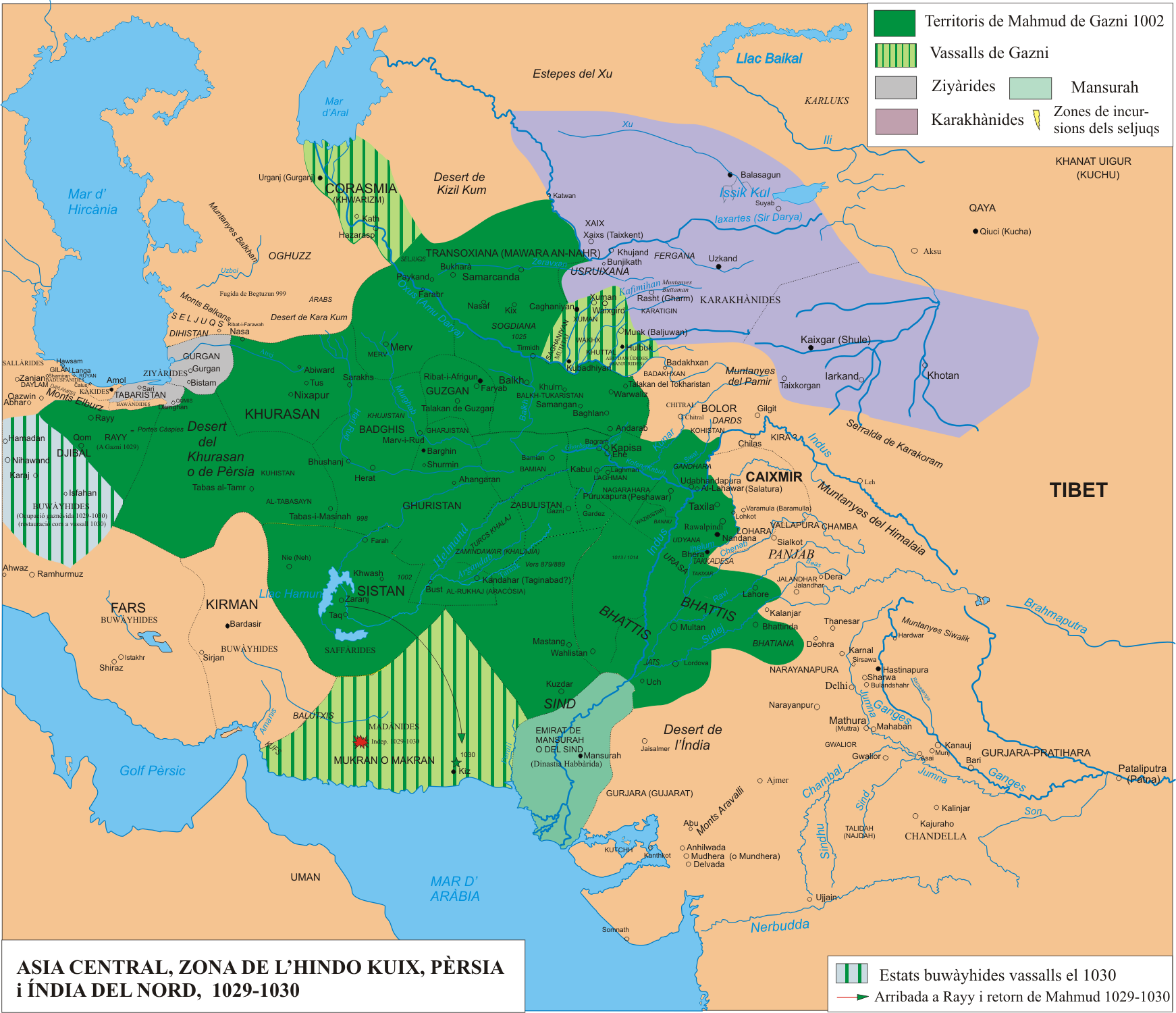
1029-1030